# Zbrodnie niemieckie w powstaniu warszawskim
Zbrodnie niemieckie w powstaniu warszawskim – masowe mordy na ludności cywilnej i jeńcach wojennych, ataki na niebronione obiekty cywilne, gwałty, wysiedlenia, grabieże, niszczenie mienia oraz inne poważne naruszenia prawa wojennego, których dopuszczały się niemieckie oddziały policyjne i wojskowe biorące udział w tłumieniu powstania warszawskiego.
Historycy oceniają, że w sierpniu i wrześniu 1944 śmierć poniosło od 150 tys. do 180 tys. cywilnych mieszkańców Warszawy, z czego co najmniej 63 tys. poza działaniami bojowymi. Wypędzonych zostało około 550 tys. mieszkańców stolicy oraz 100 tys. osób z miejscowości podwarszawskich , spośród których blisko 150 tys. wywieziono na roboty przymusowe lub do obozów koncentracyjnych. W wyniku walk prowadzonych w sierpniu i wrześniu 1944, jak również na skutek systematycznego wyburzania i palenia miasta prowadzonego w następnych miesiącach przez niemieckie oddziały niszczycielskie, zagładzie uległo 55% przedwojennej zabudowy Warszawy.

## Rozkaz Hitlera o zniszczeniu Warszawy

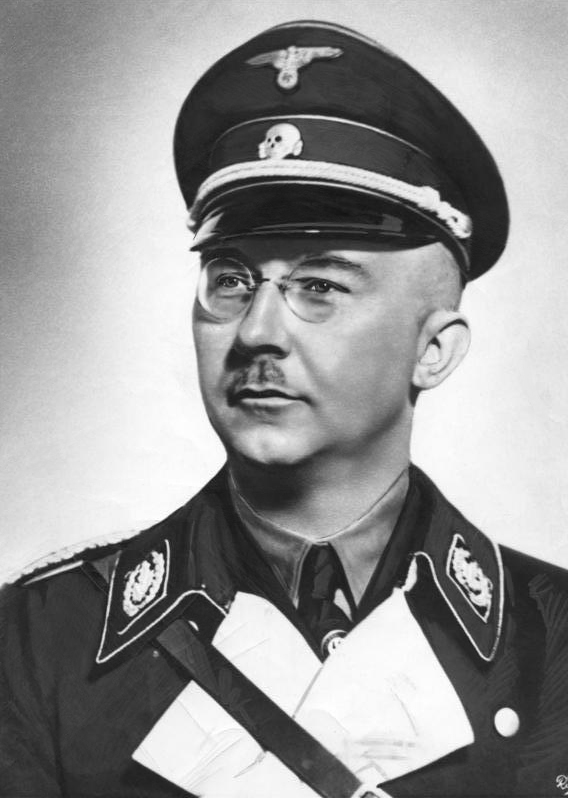
Heinrich Himmler

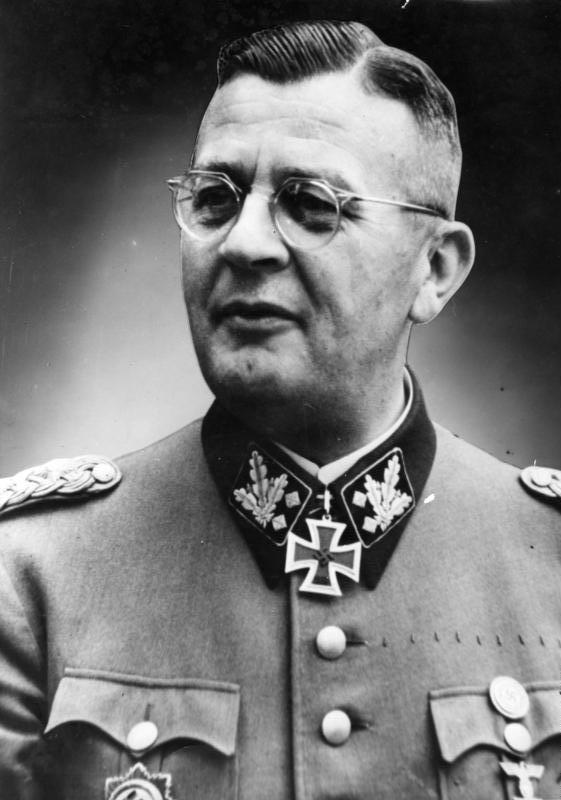
Erich von dem Bach-Zelewski

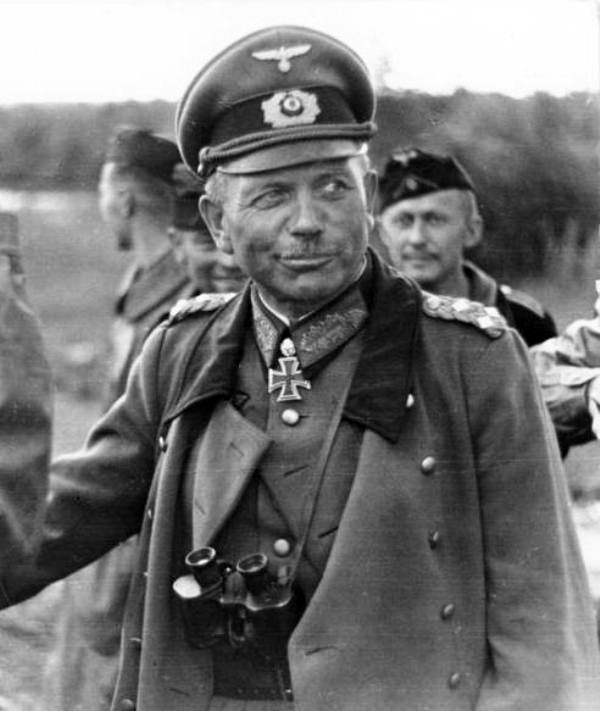
Heinz Guderian

Warszawa była uznawana przez niemieckich okupantów za centrum polskiego oporu przeciw nazistowskiemu „nowemu porządkowi”. Mimo iż w Generalnym Gubernatorstwie dawną stolicę Polski zdegradowano do roli miasta prowincjonalnego, Warszawa pozostawała nadal centrum polskiego życia politycznego, intelektualnego i kulturalnego. Stanowiła też siedzibę władz polskiego Państwa Podziemnego oraz miejsce funkcjonowania szczególnie silnych i dobrze zorganizowanych struktur ruchu oporu. Generalny gubernator Hans Frank zapisał w swoim dzienniku pod datą 14 grudnia 1943: „gdybyśmy nie mieli Warszawy w Generalnym Gubernatorstwie, to nie mielibyśmy 4/5 trudności, z którymi musimy walczyć. Warszawa jest i pozostanie ogniskiem zamętu, punktem, z którego rozprzestrzenia się niepokój w tym kraju”.
Już 15 lipca 1940 Frank oświadczył, iż „w sprawie Warszawy Führer postanowił, że odbudowa tego miasta jako polskiej metropolii jest absolutnie wykluczona. Führer życzy sobie, żeby wraz z ogólnym rozwojem Generalnego Gubernatorstwa Warszawa zeszła do rzędu miasta prowincjonalnego”. Tak zwany Plan Pabsta zakładał, iż populacja Warszawy zostanie zmniejszona do poziomu 130 tys. mieszkańców, a powierzchnia do 15 kilometrów kwadratowych. Porażki ponoszone przez III Rzeszę na wszystkich frontach spowodowały, że „Plan Pabsta” nie został wcielony w życie. Adolf Hitler oświadczył więc Frankowi podczas rozmowy w dniu 6 lutego 1944, że „Warszawa musi zostać zburzona, gdy tylko nadarzy się ku temu sposobność”.
W tej sytuacji wybuch powstania warszawskiego (1 sierpnia 1944) został potraktowany przez nazistowskich przywódców jako doskonała okazja do rozwiązania „polskiego problemu”. Podczas przemówienia dla dowódców okręgów wojskowych i komendantów szkół wygłoszonego w Jägerhöhe w dniu 21 września 1944 Reichsführer-SS Heinrich Himmler wspominał, że na wieść o wybuchu powstania udał się natychmiast do Hitlera, któremu oświadczył: „Mój Führerze, pora jest dla nas niezbyt pomyślna. Z punktu widzenia historycznego jest [jednak] błogosławieństwem, że Polacy to robią. Po pięciu, sześciu tygodniach wybrniemy z tego. A po tym Warszawa, stolica, głowa, inteligencja tego byłego 16-, 17-milionowego narodu Polaków będzie zniszczona, tego narodu, który od 700 lat blokuje nam Wschód i od czasu pierwszej bitwy pod Tannenbergiem leży nam w drodze. A wówczas historycznie polski problem nie będzie już wielkim problemem dla naszych dzieci i dla wszystkich, którzy po nas przyjdą, ba, nawet już dla nas”.
Pierwszą reakcją Hitlera było wydanie polecenia ewakuacji poza obręb miasta wszystkich przebywających tam Niemców. Następnie niemiecka Luftwaffe miała „przez masowe użycie wszystkich samolotów frontu środkowego, włącznie z samolotami komunikacyjnymi, zrównać Warszawę z ziemią i przez to zdusić ognisko powstania”. Zadanie zorganizowania dywanowych nalotów na Warszawę otrzymał dowódca niemieckiej 6. Floty Powietrznej (Luftflotte 6), generał Robert Ritter von Greim. Szybko okazało się jednak, że wykonanie rozkazu jest nierealne. W mieście został bowiem odcięty szereg niemieckich urzędów oraz jednostek wojskowych i policyjnych, których ewakuacja była chwilowo niemożliwa. W tej sytuacji zadanie zorganizowania odsieczy dla garnizonu warszawskiego Hitler powierzył Reichsführerowi-SS Himmlerowi oraz szefowi sztabu generalnego Naczelnego Dowództwa Wojsk Lądowych (OKH), generałowi Heinzowi Guderianowi.
Podczas narady, która odbyła się wieczorem 1 sierpnia 1944 lub następnego dnia rano, Hitler wydał Himmlerowi i Guderianowi ustny rozkaz zrównania Warszawy z ziemią i wymordowania wszystkich jej mieszkańców. Zgodnie z relacją SS-Obergruppenführera Ericha von dem Bach-Zelewskiego, którego mianowano dowódcą sił wyznaczonych do stłumienia powstania, rozkaz brzmiał mniej więcej następująco: „każdego mieszkańca należy zabić, nie wolno brać żadnych jeńców. Warszawa ma być zrównana z ziemią i w ten sposób ma być stworzony zastraszający przykład dla całej Europy”. Z kolei szef sztabu von dem Bacha SS-Brigadeführer Ernst Rode zeznał po wojnie, że SS-Oberführer Oskar Dirlewanger – dowódca jednej z jednostek skierowanych do walki z powstaniem – otrzymał od Himmlera napisany odręcznie ołówkiem rozkaz, w którym Reichsführer-SS zapowiadał mu w imieniu Hitlera, że Warszawa zostanie zrównana z ziemią, a sam Dirlewanger jest upoważniony „zabijać kogo zechce, według swego upodobania”. Rozkaz Hitlera o zniszczeniu Warszawy otrzymali również dowódcy niemieckiego garnizonu w Warszawie. SS-Oberführer Paul Otto Geibel, dowódca SS i policji (SS- und Polizeiführer) na dystrykt warszawski, zeznał po wojnie, że już wieczorem 1 sierpnia Himmler polecił mu telefonicznie: „niech pan zniszczy dziesiątki tysięcy”.
Rozkaz Hitlera obowiązywał nie tylko podległe Himmlerowi formacje SS i policji, lecz również jednostki Wehrmachtu, czego niemieckie naczelne dowództwo było całkowicie świadome. Co prawda przesłuchiwany przez polskiego prokuratora generał Guderian utrzymywał, że słowa Hitlera potraktował jako figurę retoryczną, a rozkaz przekazano walczącym oddziałom bez pośrednictwa OKH, lecz sam podczas rozmowy telefonicznej z Hansem Frankiem (3 sierpnia 1944, godz. 21:10) zapewniał, że „wszystko zostanie zrobione, by przyjść z odsieczą Warszawie, a następnie z całą bezwzględnością zostanie wydany werdykt na to miasto”. Gdy von dem Bach podjął próbę złagodzenia rozkazu o zniszczeniu Warszawy, Guderian odmówił jakiegokolwiek pośredniczenia w tej sprawie u Hitlera.

## Mordowanie jeńców i ludności cywilnej
Spośród około 150–180 tys. cywilnych mieszkańców Warszawy, którzy ponieśli śmierć w czasie powstania warszawskiego, co najmniej 1/3 stanowiły ofiary egzekucji przeprowadzanych przez niemieckie formacje policyjne i wojskowe. Maja Motyl i Stanisław Rutkowski, autorzy opracowania Powstanie Warszawskie – rejestr miejsc i faktów zbrodni, obliczyli, iż w okresie powstania zginęło poza działaniami bojowymi co najmniej 63 tys. cywilnych mieszkańców stolicy. Nagminnie mordowani byli również wzięci do niewoli powstańcy, mimo iż prowadzili walkę w sposób otwarty i posiadali przewidziane prawem oznaki żołnierskie – a więc walczyli zgodnie z konwencją haską. Mordów na jeńcach wojennych i osobach cywilnych niemieckie jednostki policyjne i wojskowe dopuszczały się od pierwszego do ostatniego dnia walk, choć ich największe nasilenie nastąpiło w okresie obowiązywania rozkazu Hitlera o eksterminacji ludności Warszawy – a więc w ciągu pierwszych dwóch tygodni sierpnia 1944.

### Zbrodnie niemieckie w pierwszych dniach powstania

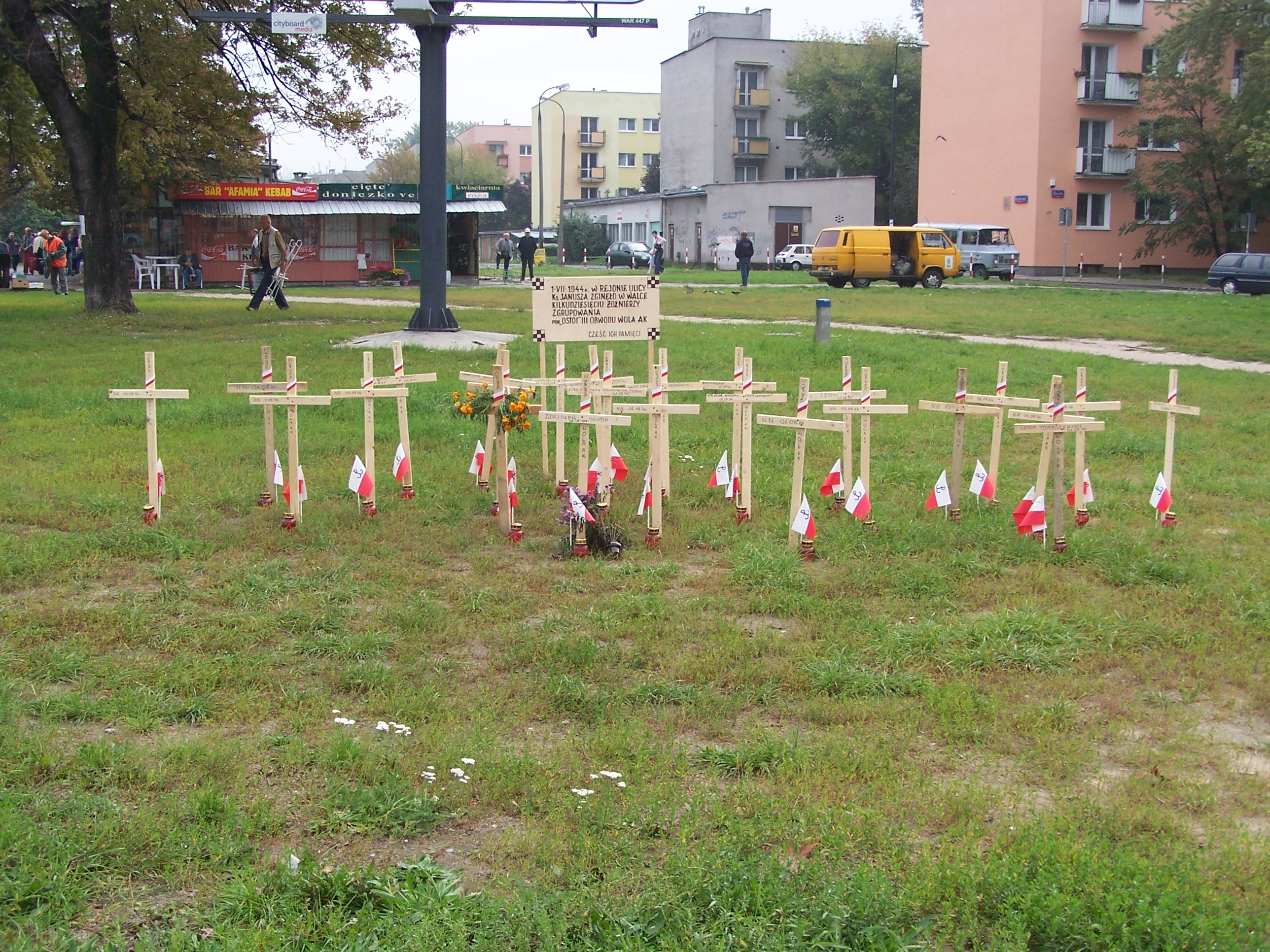
Krzyże upamiętniające poległych i pomordowanych żołnierzy zgrupowania „Ostoi” na Woli

Szeregu zbrodni wojennych oddziały niemieckiego garnizonu Warszawy dopuściły się już w pierwszym dniu powstania, a więc jeszcze zanim Hitler wydał rozkaz zniszczenia miasta. Wzięci do niewoli powstańcy byli rozstrzeliwani, rannych dobijano. 1 sierpnia zginęło w ten sposób wielu żołnierzy Armii Krajowej, zwłaszcza z tych oddziałów, które zostały rozbite podczas nieudanych szturmów na silnie umocnione niemieckie punkty oporu. Zamordowani zostali m.in. wszyscy wzięci do niewoli lub ranni żołnierze z kompanii porucznika „Kosmy”, którą wybito podczas ataku na siedzibę Sipo w al. Szucha; jeńcy ze zgrupowań poruczników „Ostoi” i „Gromady” – zaskoczonych i rozbitych przez Niemców podczas zajmowania pozycji wyjściowych na Woli; jak również żołnierze z mokotowskich jednostek AK, których wzięto do niewoli po nieudanym ataku na niemieckie punkty oporu przy ul. Rakowieckiej. Niemcy wymordowali także żołnierzy VI Obwodu AK „Praga” schwytanych po nieudanym ataku na mosty Poniatowskiego i Kierbedzia oraz rannych i wziętych do niewoli powstańców z batalionu AK „Olza” (rozbitego podczas ataku na Fort Mokotów) i batalionu AK „Karpaty” (atakującego tor wyścigów konnych na Służewcu). Rozstrzelano również wziętych do niewoli żołnierzy samodzielnego VIII Rejonu AK, który uległ rozbiciu po nieudanym ataku na lotnisko Okęcie.
1 sierpnia doszło również do pierwszych mordów na ludności cywilnej. Do ich rozpoczęcia nie był konieczny specjalny rozkaz Hitlera, gdyż generał Reiner Stahel jako dowódca garnizonu warszawskiego miał prawo „zastosować wszelkie środki w stosunku do ludności cywilnej w Warszawie, konieczne dla utrzymania spokoju, bezpieczeństwa i porządku”. Zaraz po rozpoczęciu powstania Stahel ogłosił w mieście stan oblężenia, jak również zwrócił się do ludności (za pośrednictwem funkcjonujących jeszcze megafonów ulicznych) z żądaniem zachowania spokoju. Zagroził przy tym zburzeniem każdego domu z którego padnie strzał oraz zastrzeleniem każdego znajdującego się na ulicy przechodnia. Groźby te były realizowane. Niemieckie punkty oporu otrzymały rozkaz strzelania bez ostrzeżenia do każdego Polaka znajdującego się w zasięgu wzroku – bez względu na to czy brał udział w walce, czy też nie. Również rozsiani po mieście niemieccy snajperzy (tzw. gołębiarze) od pierwszych godzin powstania terroryzowali ludność, zabijając wielu przechodniów. Doszło do pierwszych zbiorowych egzekucji. W nocy z 1 na 2 sierpnia żołnierze niemieccy kwaterujący w Forcie Bema rozstrzelali 21 mężczyzn z domu przy ul. Powązkowskiej 41. Z domów przy ul. Flory 5 i 9 policjanci z al. Szucha wyciągnęli i rozstrzelali wszystkich mężczyzn powyżej 14. roku życia . Na Mokotowie żołnierze Luftwaffe należący do personelu Fliegerhorst-Kommandantur Warschau-Okecie (pol. „Dowództwo lotniska wojskowego Okęcie”) spędzili kilkuset cywilów na teren Fortu Mokotów. Zamordowano wówczas wielu mieszkańców ulic Bachmackiej, Baboszewskiej i Syryńskiej, jak również kilkunastu mieszkańców domu przy ul. Racławickiej 97.
Egzekucje nasiliły się w kolejnych dniach. Jeszcze przed przybyciem do miasta niemieckich „sił odsieczy” z rąk żołnierzy i policjantów należących do garnizonu warszawskiego zginęły tysiące mieszkańców Warszawy. Między 2 a 5 sierpnia 1944 największe masakry miały miejsce przede wszystkim na Mokotowie, Woli oraz w Śródmieściu.

#### Mokotów

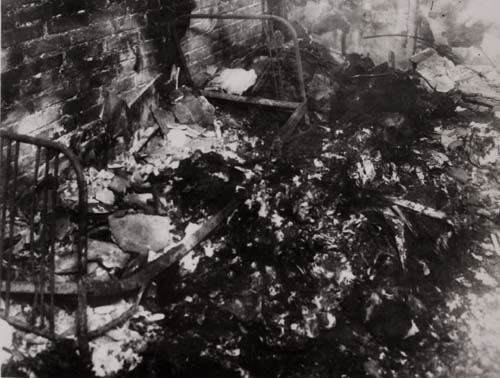
Klasztor jezuitów na Mokotowie – miejsce masakry

2 sierpnia esesmani z koszar przy ul. Rakowieckiej (Stauferkaserne) rozstrzelali około 600 więźniów osadzonych w więzieniu mokotowskim przy ul. Rakowieckiej 37. W obliczu nieuchronnej śmierci część więźniów stawiła esesmanom czynny opór, dzięki czemu kilkuset penitencjariuszom udało się uciec i przedostać na teren opanowany przez powstańców. W tym samym dniu esesmani ze Stauferkaserne zamordowali również kilkadziesiąt osób ukrywających się na terenie jezuickiego Domu Pisarzy przy ul. Rakowieckiej 61.
W dniach 3 i 4 sierpnia żandarmi z komendy przy ul. Dworkowej dokonali kilku wypadów mających na celu sterroryzowanie ludności cywilnej. Zamordowali wówczas kilkuset mieszkańców domów przy ulicach: Belgijskiej, Puławskiej 49/51 i 69/71 oraz Szustra 1 i 3. Część ofiar zginęła w mieszkaniach i na podwórzach kamienic, innych rozstrzelano na schodkach w pobliżu skarpy (obecnie park Morskie Oko). Na ul. Olesińskiej żandarmi stłoczyli kilkuset cywilów w piwnicach domów nr 5 i 7, po czym wymordowali ich za pomocą granatów. Mordy miały również miejsce w innych rejonach dzielnicy. Między 2 a 4 sierpnia esesmani z koszar przy ul. Rakowieckiej oraz niemieccy lotnicy z koszar przy ul. Puławskiej (Flakkaserne) zamordowali ponad 100 mieszkańców ulic: Bukowińskiej, Madalińskiego, Rakowieckiej i Sandomierskiej. 5 sierpnia esesmani i policjanci przysłani z al. Szucha zamordowali około 100 mieszkańców domów przy ul. Skolimowskiej 3 i 5 oraz około 80 mieszkańców domu przy ul. Puławskiej 11. Wśród ofiar znalazła się pewna ilość ukrywających się tam powstańców, w tym kapitan Leon Światopełk-Mirski „Leon” – dowódca III Rejonu w Obwodzie V AK „Mokotów”.
Począwszy od 2 sierpnia esesmani ze Stauferkaserne zaczęli spędzać na teren koszar ludność pobliskich ulic. W Stauferkaserne urządzono wówczas prowizoryczne więzienie dla ludności Mokotowa. Przetrzymywani byli tam głównie mężczyźni, których traktowano jako zakładników oraz poddano rygorowi obozowemu – głodząc ich i zmuszając do wyczerpującej pracy. Na terenie koszar miały miejsce liczne egzekucje, których ofiarą padło co najmniej 100 osób. Ponadto wielu uwięzionych w Stauferkaserne mężczyzn wywieziono gestapowskimi „budami” w nieznanym kierunku i ślad po nich zaginął. Prawdopodobnie zostali oni zamordowani w okolicach siedziby Sicherheitspolizei w al. Szucha.

#### Wola
Między 1 a 4 sierpnia stacjonujące na Woli oddziały Dywizji Pancerno-Spadochronowej „Hermann Göring” zamordowały ok. 400 wziętych do niewoli powstańców, w tym wielu rannych. Jednocześnie jednostki tej dywizji, wsparte przez żołnierzy 608. pułku ochronnego Wehrmachtu, systematycznie wypędzały polską ludność, dopuszczając się przy tym mordów, grabieży i gwałtów. 3 sierpnia w domach przy ul. Młynarskiej 12, 14 i 16 Niemcy wymordowali za pomocą granatów ukrywających się w piwnicach mieszkańców.

#### Śródmieście
W dniach 3 i 4 sierpnia żołnierze Wehrmachtu należący do 4. pułku grenadierów wschodniopruskich próbowali odblokować utrzymywany przez powstańców odcinek Al. Jerozolimskich, atakując z okolic Muzeum Narodowego w kierunku Dworca Głównego. Przed czołgami, jak również w środku niemieckiej kolumny, pędzono w charakterze „żywych tarcz” wyciągniętych z domów mieszkańców Pragi i al. 3 Maja. Kilkudziesięciu zakładników zginęło wówczas w krzyżowym ogniu. Ponadto grenadierzy wschodniopruscy dopuścili się szeregu mordów – rozstrzelano między innymi mieszkańców domów przy Al. Jerozolimskich 19 i ul. Brackiej 17 (Antoni Przygoński oceniał łączną liczbę zamordowanych na ok. 100 osób). Blisko 4 tys. cywilów spędzono do piwnic gmachu Muzeum Narodowego, gdzie dopiero po upływie doby dostarczono im nieco żywności oraz pozwolono lekarzom udzielić pomocy rannym. Pod wiaduktem mostu Poniatowskiego rozstrzelano w dodatku 19 wziętych do niewoli powstańców z III Zgrupowania AK. Zbrodnie te były dokonywane za wiedzą i aprobatą niemieckiego dowództwa. Wzięty do niewoli żołnierz 4. pułku grenadierów wschodniopruskich, Walther Brunon Dolingkeit (w cywilu protestancki pastor), zeznał, iż jego jednostka otrzymała rozkaz zabijania wszystkich napotkanych mężczyzn, usuwania z domów kobiet i dzieci oraz palenia budynków. Cywilów więzionych w gmachu Muzeum Narodowego dowództwo niemieckiej 9. Armii traktowało jako zakładników.
Ponadto 3 sierpnia na podwórzu domu przy ul. Marszałkowskiej 111 załoga niemieckiego samochodu pancernego rozstrzelała ok. 30-44 polskich cywilów. Tego samego dnia w tzw. Domu Profesorskim przy ul. Nowy Zjazd 5 żołnierze niemieccy zamordowali ok. 15 mężczyzn – w tym profesorów Uniwersytetu Warszawskiego: Józefa Rafacza, Andrzeja Tretiaka, Wacława Roszkowskiego i Eugeniusza Wajgiela.

#### Poza Warszawą
Do zbrodni mających bezpośredni związek z wybuchem powstania doszło w tych dniach również poza Warszawą. 2 sierpnia wycofujące się z miasta w kierunku lasów sękocińskich i lasów chojnowskich oddziały IV Obwodu AK „Ochota” napotkały pod Pęcicami na silne jednostki niemieckie. W trakcie walki do niewoli dostało się 67 powstańców, spośród których 60 (po uprzednim skatowaniu) rozstrzelano w pobliskiej cegielni. 3 sierpnia oddziały SS spacyfikowały podwarszawską osadę Wawrzyszew (dziś osiedle warszawskiej dzielnicy Bielany), gdzie zamordowano ponad 30 mieszkańców, a samą miejscowość częściowo spalono. Ponadto na wieść o wybuchu powstania Himmler rozkazał zamordować przetrzymywanego w obozie koncentracyjnym Sachsenhausen komendanta głównego Armii Krajowej, generała Stefana „Grota” Roweckiego.

### Eksterminacja ludności Śródmieścia Południowego
Masowa i zorganizowana eksterminacja ludności Warszawy rozpoczęła się wbrew obiegowej opinii nie na Woli, lecz w Śródmieściu Południowym – w okolicach tzw. dzielnicy policyjnej. Począwszy od 2 sierpnia jednostki SS i policji podległe SS-Oberführerowi Geiblowi oraz jego prawej ręce – dr Ludwigowi Hahnowi (dowódca SD i policji bezpieczeństwa w Warszawie) – systematycznie paliły domy i wypędzały polską ludność z ulic położonych w pobliżu siedziby Sipo w alei Szucha. Na Szucha dokonywano szybkiej selekcji  – część zatrzymanych (głównie kobiety i dzieci) przepędzano na teren zajęty przez powstańców, niektórych zatrzymywano w charakterze przymusowej siły roboczej, innych z kolei wykorzystywano w charakterze „żywych tarcz”. Tysiące polskich cywilów zamordowano jednak na miejscu.
Początkowo SS i policja przeprowadzały masowe egzekucje na terenie Ogródka Jordanowskiego przy ul. Bagatela. Ciała zamordowanych układano w stosy i palono bezpośrednio na terenie ogródka. Od 4 sierpnia, celem zachowania egzekucji w tajemnicy, Polaków rozstrzeliwano i palono w ruinach zburzonego we wrześniu 1939 południowego skrzydła gmachu Generalnego Inspektoratu Sił Zbrojnych przy Al. Ujazdowskich 1/3. W obu tych miejscach mordowani byli głównie mężczyźni i chłopcy, lecz w pierwszych dniach powstania (2-5 sierpnia) również kobiety i dzieci – w tym pracownice tramwajów miejskich. Początkowo w okolicach siedziby Sipo rozstrzeliwano głównie mieszkańców Śródmieścia Południowego . Po uchyleniu eksterminacyjnego rozkazu Hitlera liczba egzekucji w ruinach GISZ nieco zmalała. Rzadziej zdarzały się również przypadki mordowania kobiet i dzieci. Między 11 a 20 sierpnia przyprowadzano przeciętnie 5-6 partii do rozstrzelania, później zdarzało się, że przyprowadzano jeszcze pojedyncze osoby lub małe grupki osób. W tym okresie ofiary pochodziły zazwyczaj z kolejno zajmowanych przez Niemców południowych dzielnic Warszawy – Siekierek, Sielc, Mokotowa i Czerniakowa.
Do palenia zwłok oraz sortowania odzieży i przedmiotów należących do ofiar Niemcy wykorzystywali więźniów „wychowawczego obozu pracy policji bezpieczeństwa”, który mieścił się w budynku przedwojennego domu dziecka im. Baumanów przy ul. Litewskiej 14. Co osiem dni grupki więźniów wyznaczanych do pracy przy zacieraniu śladów zbrodni były rozstrzeliwane przez Niemców celem likwidacji świadków. W rezultacie, z blisko 100-osobowej grupy więźniów pozostało w połowie września 1944 zaledwie dwunastu.
Maja Motyl i Stanisław Rutkowski ocenili, że na terenach ruin GISZ oraz Ogródka Jordanowskiego przy Bagateli Niemcy zamordowali latem 1944 roku od 5 tys. do 6 tys. Polaków. IPN ocenia, że liczba ofiar mogła sięgać nawet 10 tys.  O rozmiarze dokonywanych tam zbrodni może świadczyć informacja zawarta w protokole Okręgowej Komisji Badania Zbrodni Hitlerowskich w Warszawie z lipca 1946, mówiąca, iż odnalezione w piwnicach GISZ prochy ludzkie ważyły 5578 kilogramów. Masowe egzekucje mieszkańców Śródmieścia Południowego odbywały się również w innych punktach dzielnicy. W pobliżu apteki Anca przy ul. Marszałkowskiej 21 Niemcy zamordowali w pierwszych dniach sierpnia około 100 polskich mężczyzn. Kolejnych 200 osób zamordowano w bezpośredniej okolicy siedziby Sipo w al. Szucha.

### Rzeź Woli

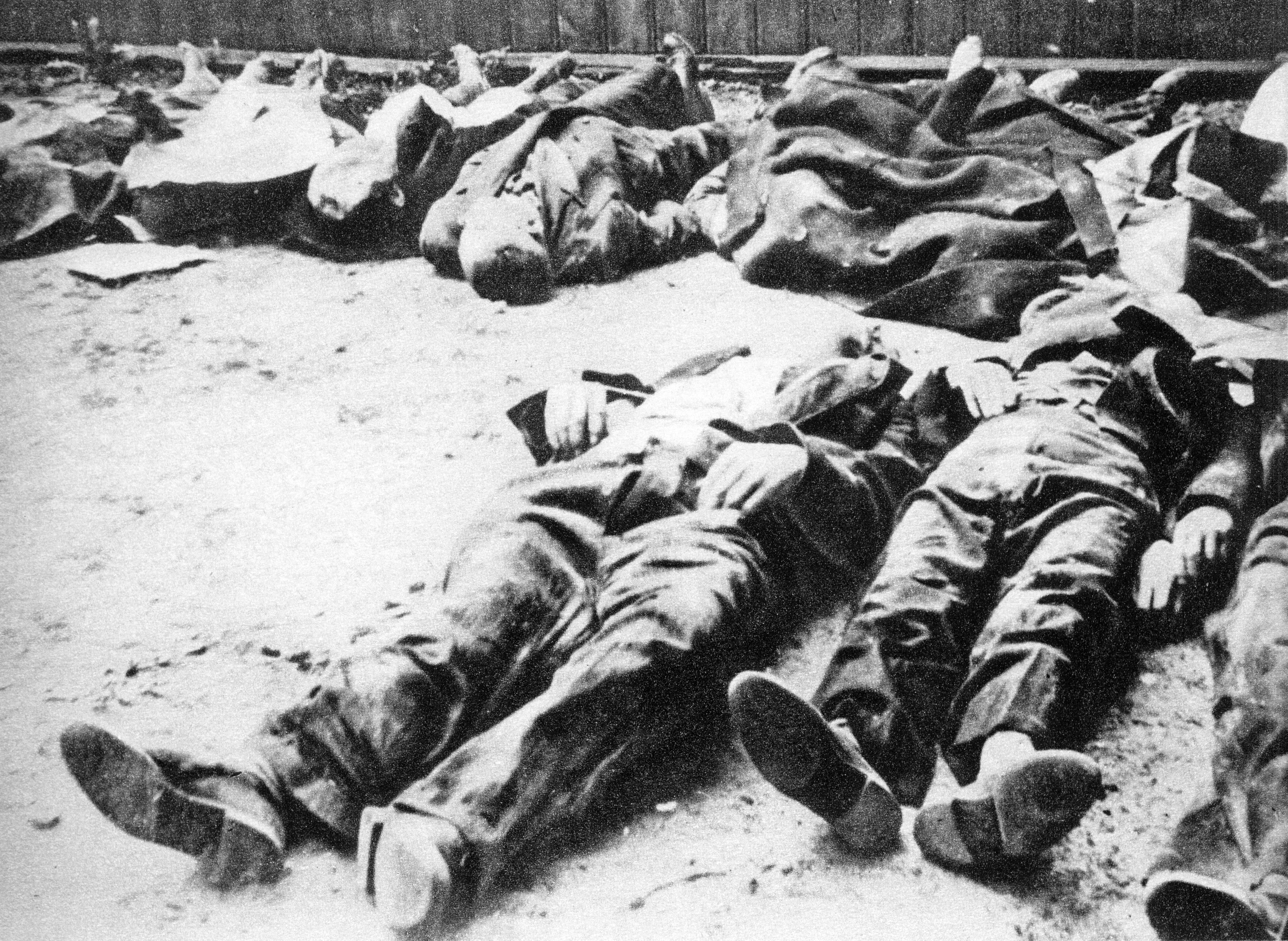
Ofiary rzezi Woli

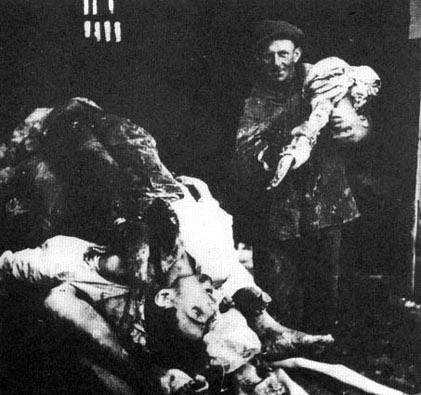
Palenie zwłok przez Verbrennungskommando

4 sierpnia na warszawskiej Woli pojawiły się pierwsze jednostki niemieckich „sił odsieczy” dowodzonych przez SS-Gruppenführera Heinza Reinefartha. W skład tego zgrupowania wchodziły m.in. szesnaście kompanii policji z terenów okupowanej Wielkopolski („Kraj Warty”) oraz znany z okrucieństwa Pułk Specjalny SS „Dirlewanger”, złożony z niemieckich kryminalistów powyciąganych z więzień i obozów koncentracyjnych. Podległe Reinefarthowi oddziały już 4 sierpnia rozpoczęły mordowanie ludności Woli. Doszło wówczas do pierwszych egzekucji na terenie fabryki Kazimierza Franaszka oraz przy wiadukcie kolejowym na ul. Górczewskiej.
Masowa i systematyczna rzeź ludności Woli rozpoczęła się jednak na pełną skalę w dniu 5 sierpnia. Dzień ten przeszedł do historii jako „czarna sobota”. Od godziny 7:00 oddziały Reinefartha i Dirlewangera przypuszczały szturmy na powstańcze barykady zamykające ulice Wolską i Górczewską. Jednocześnie w świeżo opanowanych kwartałach Woli – podobnie zresztą jak w tych rejonach dzielnicy, które od pierwszych godzin powstania znajdowały się pod kontrolą Niemców – żołnierze „sił odsieczy” masowo mordowali polską ludność cywilną. Wypełniając literalnie rozkaz Hitlera zabijano bez względu na wiek, czy płeć każdego schwytanego Polaka. Początkowo ludność Woli mordowano natychmiast – w mieszkaniach, w piwnicach, na podwórzach kamienic, na ulicach. Szereg domów podpalono, a próbującą uciekać ludność wybito ogniem broni maszynowej. W ten sposób zginęły między innymi tysiące mieszkańców tzw. domów Hankiewicza przy ul. Wolskiej 105/109 (ok. 2 tys. ofiar), czy domów Wawelberga przy ul. Górczewskiej 15 (ok. 2-3 tys. ofiar). W niektórych miejscach ludność stłaczano na podwórzach bądź w piwnicach kamienic, po czym mordowano za pomocą granatów. Dochodziło do aktów wyjątkowego sadyzmu – między innymi w prawosławnym sierocińcu przy ul. Wolskiej 149 esesmani z pułku Dirlewangera zamordowali kilkadziesiąt dzieci rozbijając im główki kolbami karabinowymi . Ludobójstwu ludności Woli towarzyszyły ponadto gwałty na kobietach oraz masowa grabież.
W drugiej połowie dnia rzeź przybrała bardziej zorganizowany charakter. Ludność Woli spędzano do kilku wyselekcjonowanych miejsc egzekucji przy ulicach Wolskiej i Górczewskiej (były to najczęściej duże zabudowania i place fabryczne, parki, cmentarze itp.) i tam masowo mordowano – zazwyczaj przy użyciu broni maszynowej. Co najmniej kilkanaście tysięcy Polaków – mężczyzn, kobiet i dzieci – zamordowano wówczas w miejscach takich jak: rejon ulic Górczewskiej i Moczydła, zwłaszcza w okolicy torów kolejowych (od 4,5 tys. do 10 tys. ofiar); fabryka „Ursus” przy ul. Wolskiej 55 (od 6 tys. do 7,5 tys. ofiar); fabryka K. Franaszka przy ul. Wolskiej 41/45 (od 4 tys. do 6 tys. ofiar); Park Sowińskiego (ok. 1,5 tys. ofiar); zajezdnia tramwajowa przy ul. Młynarskiej 2 (ok. tysiąca ofiar); czy tereny kuźni przy ul. Wolskiej 122/124 (ok. 700 ofiar). Świadkowie wspominali, że w miejscach tych zwały trupów sięgały niekiedy ok. 25–35 metrów długości, 15–20 metrów szerokości i 2 metrów wysokości. Niemcy nie oszczędzali również szpitali – wymordowano pacjentów i personel Szpitala Wolskiego (ponad 360 ofiar) oraz Szpitala św. Łazarza (ok. 1200 ofiar). Ocalał jedynie szpital zakaźny św. Stanisława. Antoni Przygoński oceniał, że 5 sierpnia 1944 zamordowano 45 500 mieszkańców Woli.
5 sierpnia w godzinach popołudniowych na Woli pojawił się SS-Obergruppenführer Erich von dem Bach-Zelewski, który objął dowodzenie nad siłami wyznaczonymi do stłumienia powstania. Wieczorem tego samego dnia Bach częściowo złagodził eksterminacyjny rozkaz Hitlera. Zakazał mianowicie mordowania kobiet i dzieci, które miały być odtąd kierowane do obozu przejściowego w podwarszawskim Pruszkowie. Rozkaz likwidacji wszystkich polskich mężczyzn pozostawał nadal w mocy, zresztą nie wszystkie liniowe oddziały zaczęły od razu przestrzegać nowych wytycznych. W rezultacie 6 sierpnia rzeź Woli była kontynuowana. Zamordowanych zostało tego dnia około 10 tys. Polaków – przede wszystkim mieszkańcy ulic Chłodnej, Leszno, Towarowej i Żelaznej. Zginęli m.in. pacjenci szpitala Karola i Marii przy ul. Leszno 136 (od 200 do 300 ofiar) oraz ok. 30 księży i zakonników z klasztoru oo. Redemptorystów przy ul. Karolkowej 49. Do szeregu mordów na mieszkańcach Woli oraz zachodnich kwartałów Śródmieścia Północnego doszło również 7 sierpnia. Niemcy opanowawszy tego dnia arterię komunikacyjną Wolska – Chłodna – Ogród Saski spędzili setki mężczyzn na tę trasę, zmuszając ich do usuwania barykad i gruzu. Później większość z nich rozstrzelano w Halach Mirowskich. Antoni Przygoński oceniał, że 7 sierpnia zamordowano na Woli ok. 3800 Polaków.
Dzielnica była zasłana dziesiątkami tysięcy trupów więc celem zapobieżenia wybuchowi epidemii oraz zatarcia śladów zbrodni Niemcy utworzyli w dniu 6 sierpnia tzw. Verbrennungskommando. W jego skład weszło ok. 100 młodych i silnych polskich mężczyzn wyłączonych z grona mordowanej ludności Woli. Verbrennungskommando zajmowało się paleniem ciał ofiar masakry. Tylko nielicznym jego członkom udało się (dzięki łapówce bądź życzliwości strażników) uciec i przeżyć wojnę.
Historycy nie są zgodni co do liczby ofiar ludobójstwa dokonanego na Woli. Antoni Przygoński oceniał, że liczba zamordowanych wyniosła ponad 65 tys., z czego 59 400 miało zginąć w dniach 5–7 sierpnia. Zdaniem Adama Borkiewicza, Władysława Bartoszewskiego oraz Krzysztofa Dunina-Wąsowicza rzeź Woli pochłonęła ok. 38 tys. ofiar. Joanna K.M. Hanson i Alexandra Richie szacowały liczbę ofiar na około 30–40 tys. Tadeusz Komorowski oceniał, że sięgnęła 30 tys., a Maria Turlejska, Marek Getter i Andrzej Janowski szacowali ją na co najmniej 20 tys.. Z kolei zdaniem zachodnioniemieckiego historyka Hansa von Krannhalsa na Woli zamordowano ok. 10–15 tys. polskich cywilów. Polski badacz Marek Strok również szacuje liczbę ofiar rzezi na około 15 tys.
Szymon Datner określił rzeź Woli jako „jedną z najkrwawszych kart w dziejach martyrologii narodu polskiego”. Norman Davies uznał natomiast 5 i 6 sierpnia 1944 za „dwa najczarniejsze dni w historii Warszawy”.

### Pacyfikacja Ochoty

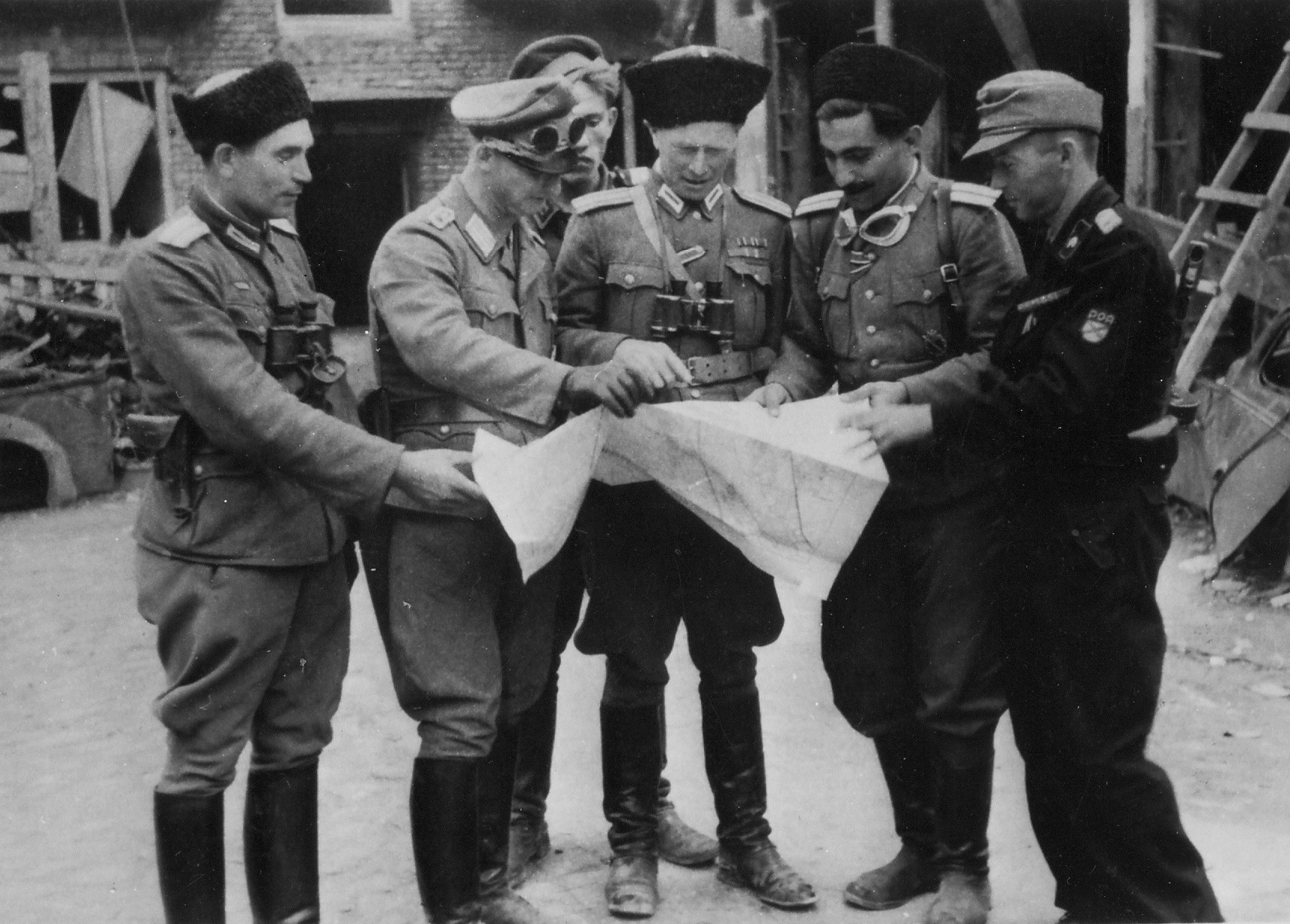
Dowództwo brygady RONA

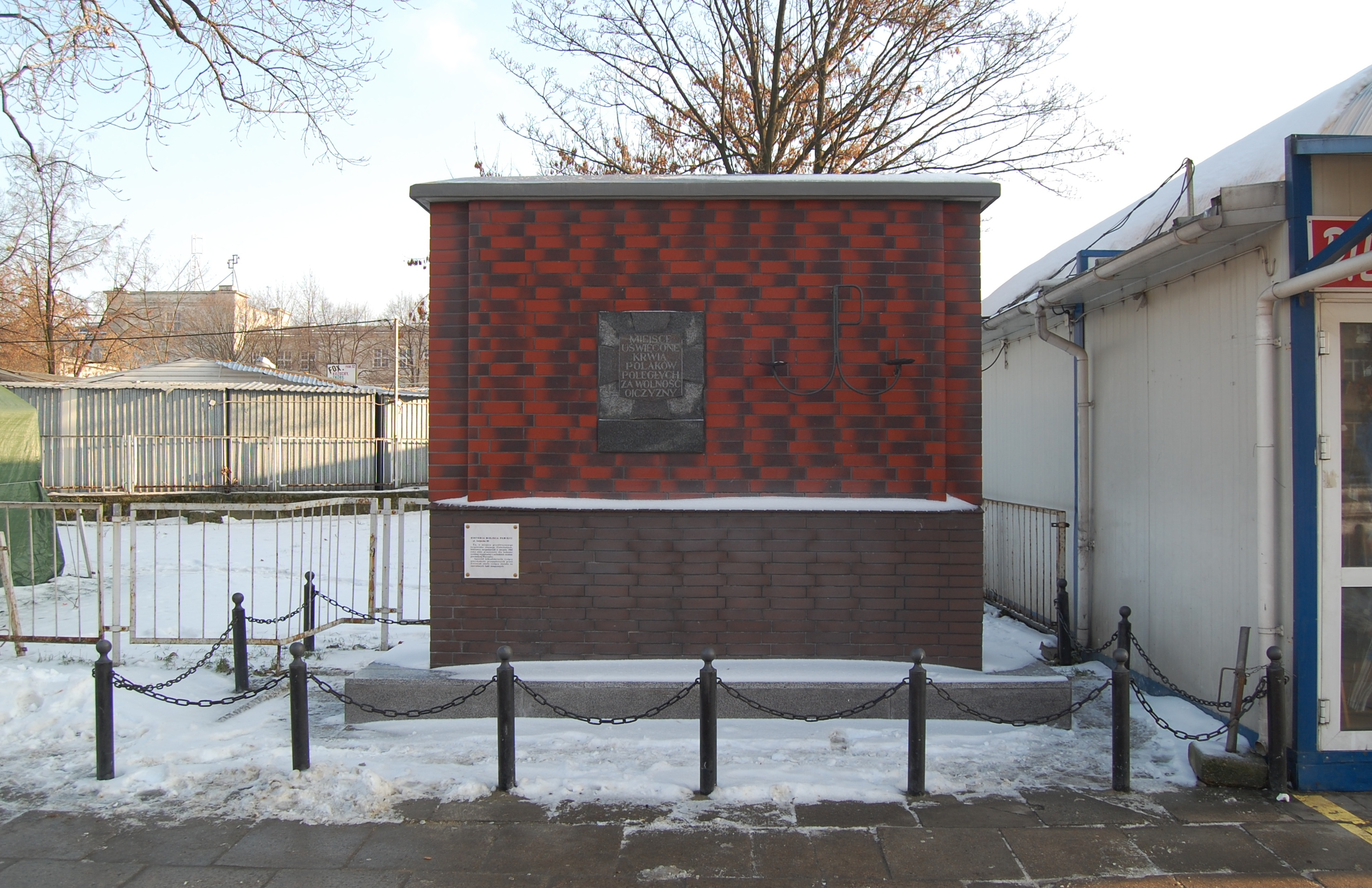
Pomnik upamiętniający ofiary „Zieleniaka”

3 sierpnia na Okęciu pojawili się pierwsi żołnierze kolaboracyjnej brygady SS RONA (Rosyjska Wyzwoleńcza Armia Narodowa), dowodzonej przez SS-Brigadeführera Bronisława Kaminskiego. Brygada, a w zasadzie jej zbiorczy pułk dowodzony przez majora Iwana Frołowa, przystąpiła począwszy od 4 sierpnia do krwawej pacyfikacji dzielnicy Ochota. Masowe zbrodnie zainicjował pogrom mieszkańców ul. Opaczewskiej. Pacyfikacja dzielnicy trwała mniej więcej do 12 sierpnia. Żołnierze Kaminskiego dopuścili się w tym czasie setek mordów, gwałtów, grabieży i podpaleń. Do największych zbrodni doszło zwłaszcza na terenie targowiska warzywnego „Zieleniak”, Kolonii Staszica, oraz w Instytucie Radowym im. Marii Skłodowskiej-Curie.
Pacyfikacja Ochoty miała niezmiernie brutalny przebieg jednakże – inaczej niż to miało miejsce na Woli – nie doszło tam do masowej i systematycznej rzezi ludności. W znacznej mierze wynikało to z faktu, iż żołnierze brygady RONA zainteresowani byli przede wszystkim gwałtami, pijaństwem i rabunkiem. Na Ochocie miały natomiast miejsce liczne, przeprowadzane zazwyczaj spontanicznie, egzekucje mniejszych grup ludności. Bardzo często dochodziło także do pojedynczych zabójstw – dokonywanych przez ronowców za stawianie oporu przy próbie gwałtu lub grabieży, za opóźnianie marszu bądź dla „rozrywki”. Ponadto wiele osób zginęło na skutek bezładnej strzelaniny wywoływanej przez pijanych żołnierzy. Do szeregu mordów doszło zwłaszcza w domach przy ul. Grójeckiej (nr 20B, 24, 81, 104), gdzie w dniach 4–5 sierpnia Niemcy oraz żołnierze RONA zamordowali ok. 280 osób – w tym liczne kobiety i dzieci. Wielu cywilów zginęło tam w egzekucjach lub w obrzuconych granatami piwnicach. Do podobnych mordów doszło również w domach przy ul. Korzeniowskiego 4 (ok. 40 ofiar), czy al. Niepodległości 217/223 (53 ofiary). Dwukrotnie (5–6 sierpnia oraz 19 sierpnia) żołnierze brygady RONA spacyfikowali Instytut Radowy przy ul. Wawelskiej. Szpital został spalony, a około 80 osób (większość pacjentów oraz kilkoro pracowników) zostało zamordowanych. Doszło przy tym do gwałtów na pacjentkach i pracownicach instytutu. Ronowcy zamordowali również kilkunastu rannych z powstańczego szpitala przy ul. Langiewicza. Opiekujące się nimi sanitariuszki zostały zgwałcone. Ponadto niemieccy policjanci z koszar w Domu Akademickim przy placu Narutowicza dopuścili się szeregu zbrodni na ludności Ochoty, m.in. mordując w pobliżu gmachu 38 zakładników.
4 sierpnia na terenie targowiska warzywnego „Zieleniak” powstał obóz przejściowy dla wypędzanej ludności Ochoty, w którym już pod wieczór następnego dnia zgromadzono kilkanaście tysięcy cywilów. Na terenie obozu brakowało jakichkolwiek urządzeń sanitarnych. Więźniowie pozbawieni byli również wody, żywności (otrzymywali jedynie co jakiś czas porcje spleśniałego chleba) i pomocy medycznej. Setki ludzi (głównie starców i dzieci) zmarło na „Zieleniaku” z głodu, pragnienia bądź skrajnego wyczerpania. Pijani ronowcy nieustannie grasowali na placu, grabiąc wypędzonych oraz wyciągając z tłumu młode kobiety i dziewczęta, które gwałcili później na terenie targowiska lub w pobliskim liceum im. Hugona Kołłątaja. Żołnierze niejednokrotnie strzelali do osadzonych dla rozrywki lub dokonywali egzekucji z najbardziej błahych powodów. Łącznie na terenie „Zieleniaka” poniosło śmierć około tysiąca mieszkańców Ochoty, z czego około 300 zostało zamordowanych przez ronowców.
Ostatnim aktem pacyfikacji Ochoty były zbrodnie dokonane po upadku ostatniego powstańczego punktu oporu w tej dzielnicy – tzw. Reduty Wawelskiej (11 sierpnia). Żołnierze RONA zamordowali tam około 80 osób – głównie mężczyzn oraz osoby ranne. Doszło również do rabunków i gwałtów. Zdaniem Józefa K. Wroniszewskiego łączną liczbę ofiar pacyfikacji Ochoty należy szacować na około 10 tys.

### Uchylenie rozkazu o eksterminacji
Wieczorem 5 sierpnia von dem Bach doprowadził (zapewne za wiedzą i zgodą nazistowskich przywódców) do złagodzenia eksterminacyjnego rozkazu Hitlera. Zakazano mordowania kobiet i dzieci, utrzymując jednak w mocy rozkaz likwidacji wszystkich polskich mężczyzn. Decyzja von dem Bacha wynikała nie tyle z pobudek humanitarnych, co z pragmatycznej kalkulacji. Bach szybko zorientował się, że zbiorowe mordy wzmagają tylko wolę oporu Polaków, a zajęci mordowaniem, gwałtami i grabieżą żołnierze „sił odsieczy” nie są w stanie prowadzić działań ofensywnych przeciw powstańcom. Ponadto od samego początku zamierzał stłumić powstanie za pomocą kombinacji czynników natury politycznej i militarnej, gdyż obawiał się, że zastosowanie rozwiązań czysto siłowych uniemożliwi mu osiągnięcie tego, co uważał za swój podstawowy cel – tzn. szybkiej likwidacji niebezpiecznego punktu zapalnego na tyłach frontu wschodniego, którym stała się ogarnięta powstaniem Warszawa. 12 sierpnia Bach jeszcze bardziej złagodził rozkaz Hitlera poprzez wydanie zakazu mordowania polskich mężczyzn-cywilów. Obok wymienionych wyżej przesłanek wzięto wówczas pod uwagę również aspekt ekonomiczny. Na tym etapie wojny III Rzesza nie mogła sobie bowiem pozwolić na zmarnowanie tak wielkiego rezerwuaru potencjalnej siły roboczej. SS-Oberführer Geibel zeznał w czasie powojennego przesłuchania, że w pierwszych dniach sierpnia 1944 Bach cytował mu słowa Hitlera, iż: „500 tys. sił roboczych w Rzeszy równa się wygranej bitwie”.
Nie oznaczało to jednak, że Niemcy zrezygnowali całkowicie z działań eksterminacyjnych. Nadal obowiązywał rozkaz likwidacji wszystkich wziętych do niewoli powstańców. Ponadto 8 sierpnia przy oddziałach Grupy Bojowej „Reinefarth” zaczęła działać specjalna jednostka niemieckiej policji bezpieczeństwa – tzw. Einsatzkommando der Sicherheitspolizei bei der Kampfgruppe Reinefarth (znane także jako Sonderkommando „Spilker”). Zadaniem jednostki, na której czele stał SS-Hauptsturmführer Alfred Spilker, było przeprowadzanie „selekcji” wypędzanej ludności Warszawy poprzez wyławianie z tłumu i likwidację osób uznanych za „niepożądane”. Do grona „niepożądanych” zaliczano przede wszystkim ludzi podejrzewanych o udział w powstaniu lub żydowskie pochodzenie, jak również osoby ranne, chore i niedołężne (a więc niezdolne do pracy i nie mogące dotrzeć o własnych siłach do obozu w Pruszkowie) lub przedstawicieli niektórych grup społecznych (głównie inteligencji i duchowieństwa). Kryteria selekcji były zresztą na tyle płynne, że w praktyce z tłumu mogła zostać wyciągnięta każda osoba, która z jakiegoś powodu nie spodobała się esesmanom. Członkowie Sonderkommando „Spilker” przeprowadzali selekcje w punktach zbornych na terenie miasta, w których gromadzona była wypędzana ludność Warszawy. Egzekucji „osób niepożądanych” dokonywano natomiast przede wszystkim przy ul. Okopowej 59 na Woli, nieopodal zakładów garbarskich Pfeiffera. W zachowanych meldunkach Einsatzkommando znalazła się m.in. informacja o rozstrzelaniu 1309 osób w ciągu 10 dni drugiej połowy sierpnia oraz w pierwszych dwóch dniach września. Liczba ofiar komanda Spilkera była jednak na pewno większa. Z zeznań świadków wynika bowiem, że w okolicach garbarni Pfeiffera zamordowano w okresie powstania co najmniej 5 tys. osób – mieszkańców różnych dzielnic Warszawy.
W okolicach garbarni Pfeiffera mordowano przede wszystkim mieszkańców północnych dzielnic Warszawy – Woli, Starego Miasta, Śródmieścia Północnego, Powiśla. Miejscem „selekcji” wypędzanej ludności południowych dzielnic Warszawy były natomiast okolice siedziby Sipo w alei Szucha. Wyłowione z tłumu „osoby niepożądane” – mieszkańcy Górnego Mokotowa, Sielc, Siekierek, czy Powiśla Czerniakowskiego – były mordowane w ruinach Generalnego Inspektoratu Sił Zbrojnych. „Selekcji” i egzekucji dokonywali podlegli Geiblowi gestapowcy z al. Szucha.

### Stare Miasto

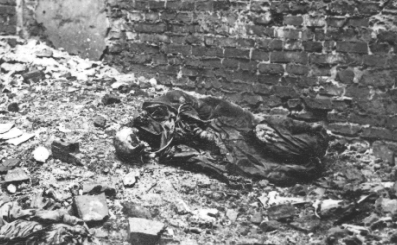
Ciało jednej z ofiar egzekucji w ruinach Opery

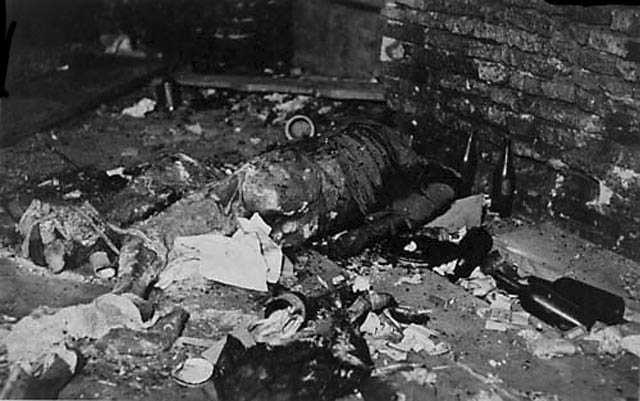
Szczątki rannych zamordowanych w szpitalu przy ul. Długiej 7

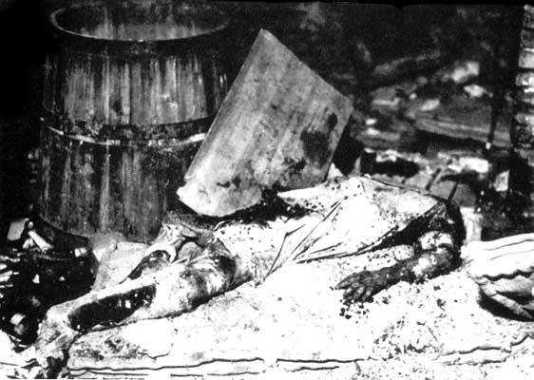
Szpital przy ul. Długiej 9

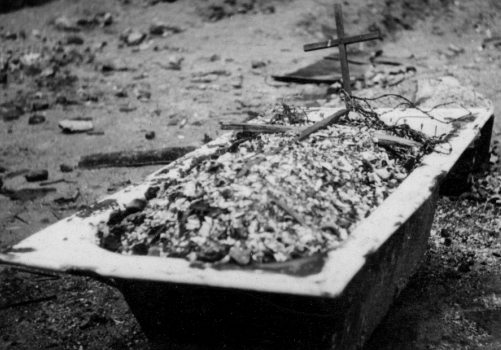
Wanna z ludzkimi prochami odnaleziona na ul. Wąski Dunaj

Podczas walk o warszawskie Stare Miasto oddziały niemieckie dopuściły się szeregu zbrodni na jeńcach wojennych i ludności cywilnej. Już w dniach 8 i 9 sierpnia walczący w okolicach pl. Teatralnego esesmani z pułku Dirlewangera zamordowali 350 polskich mężczyzn w ruinach Opery Narodowej. Ponadto między 8 a 10 sierpnia kilkuset cywilów zostało zamordowanych w masowych egzekucjach na ulicach: Koziej, Senatorskiej, Alberta, Niecałej oraz w Ogrodzie Saskim.
Zajmując kolejne kwartały Starówki oddziały Grupy Bojowej „Reinefarth” brutalnie wypędzały z domów ludność cywilną, dokonując przy tym licznych mordów, gwałtów i grabieży. Wyizolowane z tłumu uchodźców „osoby niepożądane” były mordowane na miejscu lub w garbarni Pfeiffera na Woli. Ranni lub wzięci do niewoli powstańcy również byli zabijani. Po upadku Muranowa (21 sierpnia) Niemcy zamordowali około 200 polskich cywilów na podwórzu domu przy ul. Dzikiej 17. Ofiarami byli głównie mężczyźni z Muranowa oraz starcy z domu opieki przy ul. Przebieg. W piwnicach zdobytego gmachu Polskiej Wytwórni Papierów Wartościowych zamordowano ok. 30-50 pacjentów powstańczego szpitala wraz z opiekującą się nimi lekarką (28 sierpnia). Na Nowym Mieście zamordowano z kolei kilkuset starców i niepełnosprawnych z domów opieki przy ulicach: Przyrynek, Franciszkańskiej i Zakroczymskiej (29 i 31 sierpnia).
2 września nastąpił upadek Starego Miasta, opuszczonego dzień wcześniej przez powstańcze oddziały, które ewakuowały się kanałami do Śródmieścia lub na Żoliborz. Na Starym Mieście pozostawało wówczas około 2500 ciężko rannych powstańców (niezdolnych do ewakuacji kanałami) oraz część opiekującego się nimi personelu medycznego, jak również blisko 35 tys. cywilów (z czego około 5 tys. rannych). Kilka godzin po opanowaniu Starówki Niemcy dokonali masakry powstańczych szpitali. Setki ciężko rannych powstańców zostało rozstrzelanych lub spalonych żywcem – m.in. w centralnym szpitalu powstańczym w Pałacu Raczyńskich przy ul. Długiej 7 (ok. 430 ofiar), w szpitalu „Pod Krzywą Latarnią” przy ul. Podwale 25 (ok. 100 ofiar), w szpitalu „Czarny Łabędź” przy ul. Podwale 46 (ok. 30 ofiar), w szpitalu przy ul. Kilińskiego 1/3 (ok. 50 ofiar) oraz w wielu innych. Ci ranni, którzy byli w stanie poruszać się o własnych siłach, byli wyławiani z tłumu uchodźców i mordowani w miejscach masowych straceń na ul. Wąski Dunaj, na placu Zamkowym, czy w garbarni Pfeiffera. Dochodziło do przypadków mordowania członków personelu medycznego. Powstańcze sanitariuszki oraz lżej ranne pacjentki padały ofiarą gwałtów.
2 września oddziały niemieckie dopuściły się również szeregu zbrodni na cywilnej ludności dzielnicy. Piwnice, w których ukrywali się cywile były obrzucane granatami lub podpalane za pomocą benzyny, a uciekających w popłochu ludzi mordowano ogniem broni maszynowej. Dopiero po pewnym czasie niemieckie dowództwo nakazało wstrzymać rzeź i usunąć poza obręb Starówki wszystkich cywilów zdolnych do poruszania się o własnych siłach. Ludność brutalnie wypędzano z piwnic i schronów, dając zaledwie kilka minut na opuszczenie pomieszczenia. Ociągających się lub stawiających opór mordowano na miejscu. Następnie domy podpalano wraz z tymi ludźmi, którzy jeszcze nie zdążyli ich opuścić. Na punktach zbornych (plac Zamkowy, Stawki, Park Traugutta, fabryka Pfeiffera, kościół św. Stanisława Biskupa na Woli) dokonywano „selekcji” wypędzonych. Ranni, chorzy, starcy, niedołężni, osoby podejrzewane o udział w powstaniu lub ludzie, którzy po prostu narazili się czymś żołnierzom eskorty byli wyciągani z tłumu i mordowani. Wysiedleniu towarzyszyły gwałty i grabieże.
Łącznie, po upadku Starówki Niemcy zamordowali co najmniej 3 tys. osób, w tym blisko tysiąc rannych powstańców. Według niektórych źródeł liczba zamordowanych mogła sięgać nawet 5 tys. – 7 tys. Łącznie w trakcie całej bitwy o Stare Miasto śmierć poniosło ok. 30 tys. – 40 tys. polskich cywilów, z czego zdaniem Antoniego Przygońskiego od 8 tys. do 10 tys. zginęło bezpośrednio z rąk żołnierzy niemieckich. Większość ocalałych mieszkańców Starówki skierowano do obozów koncentracyjnych.

### Zbrodnie niemieckie w pozostałych dzielnicach Warszawy

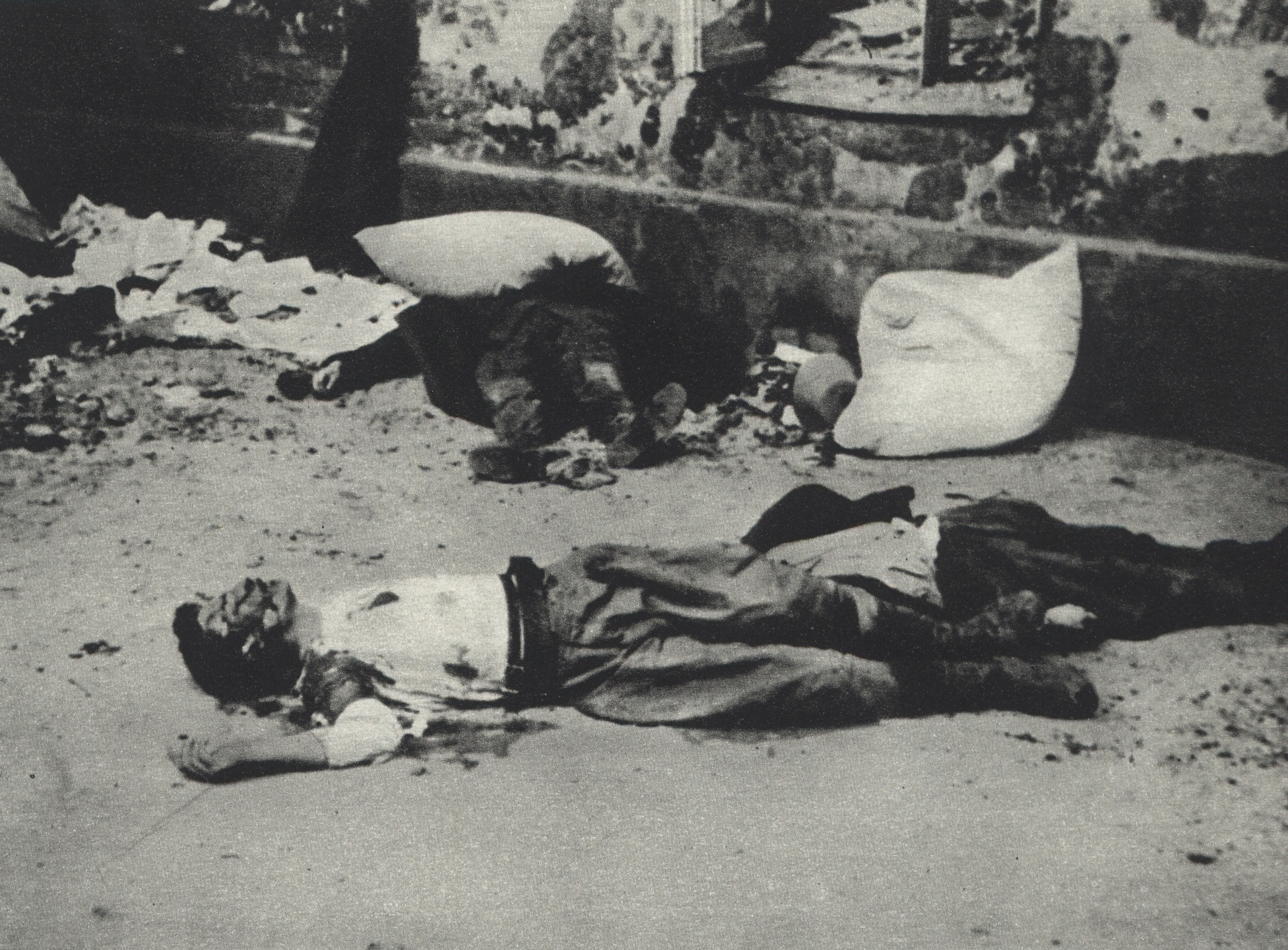
Zamordowani jeńcy – wrzesień 1944

30 sierpnia 1944 rządy USA i Wielkiej Brytanii zgodziły się uznać oficjalnie Armię Krajową za integralną część Polskich Sił Zbrojnych, której przysługują pełne prawa kombatanckie. Z kolei 3 września 1944 Deutsche Nachrichtenbüro nadało komunikat, w którym ogłoszono, iż również Niemcy uznają prawa kombatanckie żołnierzy AK. W rzeczywistości wzięci do niewoli powstańcy byli niemal bez wyjątku zabijani – bez względu na płeć i stan zdrowia. Nadal dochodziło także do mordów na ludności cywilnej.
2 września oddziały niemieckie opanowały Sadybę. Niemieccy żołnierze (przede wszystkim ci, którzy należeli do spieszonych formacji Luftwaffe) zamordowali wszystkich rannych i wziętych do niewoli powstańców, jak również wielu cywilów – mieszkańców ulic Podhalańskiej, Klarysewskiej, Chochołowskiej i innych. Część ofiar zginęła w egzekucjach, reszta od granatów wrzucanych do schronów i piwnic. Wśród zamordowanych znalazły się kobiety i dzieci.
4 września oddziały Grupy Bojowej „Reinefarth” uderzyły na Powiśle. Po trzech dniach walk opór powstańców został złamany. W zajętej dzielnicy Niemcy ponownie przystąpili do likwidacji powstańczych szpitali. Wymordowani zostali ranni oraz niektórzy członkowie personelu ze szpitali przy ul. Tamka 3 i Drewnianej 8. Dzięki postawie lekarzy udało się natomiast uratować pacjentów szpitali przy ulicach Pierackiego i Konopczyńskiego. Ludność cywilną Niemcy zgromadzili na placu przy ul. Browarnej, po czym przez Ogród Saski pognali na Wolę, a stamtąd do obozu w Pruszkowie. Doszło przy tym do szeregu gwałtów i grabieży. Młodzi mężczyźni podejrzewani o udział w powstaniu byli mordowani.
Szeregu zbrodni żołnierze Grupy Bojowej „Reinefarth” dopuścili się również podczas walk na Powiślu Czerniakowskim. Na Czerniakowie, podobnie jak to miało miejsce na Starym Mieście i Powiślu, nagminnie mordowano zwłaszcza rannych oraz wziętych do niewoli powstańców. Kilkuset rannych żołnierzy AK zostało rozstrzelanych lub spalonych żywcem w opanowanych przez Niemców powstańczych szpitalach znajdujących się w: gmachu ZUS (ok. 60 ofiar) i fabryce „Citroën” (ok. 40 ofiar) przy ul. Czerniakowskiej, budynku szkoły powszechnej nr 29 przy ul. Zagórnej 9 (kilkadziesiąt ofiar) oraz w domach przy ul. Solec 41 (ok. 60 ofiar) i Wilanowskiej 5 (122 ofiary). Mordowano również zdrowych jeńców oraz osoby cywilne – głównie mężczyzn podejrzewanych o udział w powstaniu. Kilkaset osób zginęło w trakcie masowych egzekucji przeprowadzanych w okolicach Portu Czerniakowskiego (nieznana liczba ofiar), magazynów „Społem” (ok. 100 ofiar) oraz na ulicach Wilanowskiej (140-200 ofiar) i Idźkowskiego (kilkadziesiąt ofiar).
Po upadku Czerniakowa (23 września) Niemcy zamordowali od 120 do 200 wziętych do niewoli żołnierzy AK. W fabryce ultramaryny w pobliżu domu Solec 53 powieszono na pasach transmisyjnych 14 jeńców – w tym 5 sanitariuszek oraz księdza Józefa Stanka (kapelana zgrupowania „Kryska”). Kolejnych 30 powstańców powieszono w pobliżu przystani KS „Syrena” (w hali na lodzie). Resztę jeńców pognano wraz z ludnością cywilną do siedziby Sipo w alei Szucha, gdzie miały miejsce kolejne egzekucje.
W dniach 14-15 września Niemcy zdołali po zaciętej walce opanować większą część Marymontu. Oddziały 25. Dywizji Pancernej Wehrmachtu dopuściły się wówczas szeregu zbrodni wojennych, systematycznie paląc domostwa oraz dokonując szeregu egzekucji – m.in. na placu przed pałacykiem Marysieńki, w pobliżu stawów marymonckich, w rejonie ul. Gdańskiej oraz w domu magistrackim Dyrekcji Wodociągów przy ul. Potockiej. Według protokołów PCK na Marymoncie zamordowano wówczas co najmniej 363 osoby – w tym 25 dzieci w wieku od 3 miesięcy do 14 lat. Adam Borkiewicz szacował z kolei liczbę ofiar na ponad 500. Ocalałą ludność wśród gwałtów i grabieży spędzono do gmachu CIWF na Bielanach, a następnie wywieziono do Pruszkowa. Ofiarą mordów padli również ranni oraz wzięci do niewoli powstańcy. W domu przy ul. Rajszewskiej 12 Niemcy przy użyciu granatów i miotaczy płomieni wymordowali czternastu rannych ze zgrupowania „Żmija” oraz trzy opiekujące się nimi sanitariuszki. W powstańczym punkcie sanitarnym przy ul. Rudzkiej 4 zamordowali z kolei 20 rannych i nieustaloną liczbę personelu medycznego.

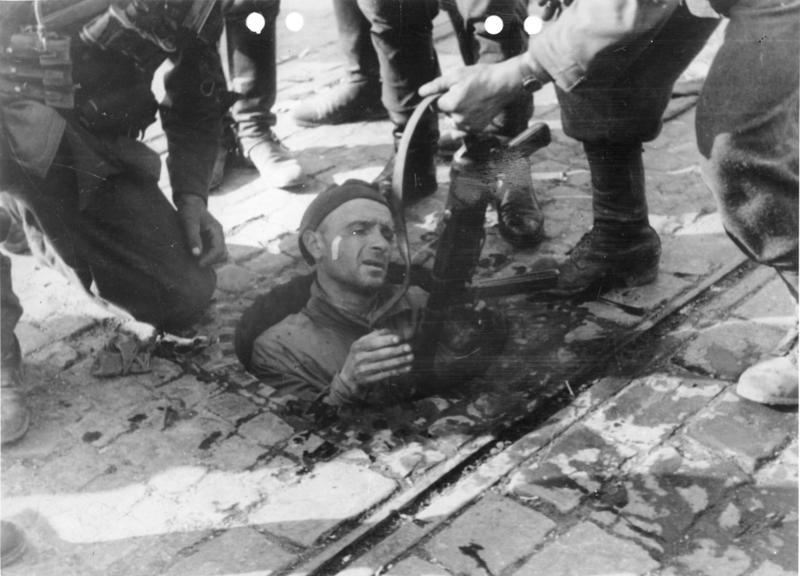
Jeden z powstańców schwytanych w okolicach ul. Dworkowej

24 września oddziały niemieckie przypuściły generalny szturm na powstańczy Mokotów. Po czterech dniach walk nastąpił upadek dzielnicy. W trakcie działań bojowych prowadzonych na Mokotowie niemieccy żołnierze wymordowali rannych i personel sanitarny w powstańczych szpitalach przy alei Niepodległości 117/119 oraz przy ul. Czeczota 17. Z opanowanych kwartałów dzielnicy Niemcy brutalnie wypędzali mieszkańców, dokonując przy tym grabieży oraz podpaleń. Na ul. Kazimierzowskiej rozstrzelano ponad 70 mężczyzn podejrzewanych o udział w powstaniu. Ponadto już po kapitulacji Mokotowa (27 września) Niemcy zamordowali nieustaloną liczbę ciężko rannych Polaków leżących w piwnicach domów przy ul. Szustra, jak również podpalili szpital powstańczy przy ul. Puławskiej 91, gdzie zginęło ponad 20 osób.
Wieczorem 26 września na rozkaz dowódcy obrony Mokotowa – podpułkownika Józefa Rokickiego „Daniela” – oddziały 10. Dywizji Piechoty AK rozpoczęły ewakuację kanałami do Śródmieścia. W trakcie chaotycznej ewakuacji część powstańców zabłądziła w kanałach i po kilkudziesięciu godzinach ciężkiego marszu omyłkowo wyszła z włazu na terenie zajętym przez Niemców. 140 schwytanych w ten sposób żołnierzy AK rozstrzelano w pobliżu komendy żandarmerii na powiat warszawski, znajdującej się przy ul. Dworkowej. Kolejnych 98 powstańców ujętych po wyjściu z kanałów zamordowano przy ul. Chocimskiej.
Ponadto po upadku Żoliborza (30 września) Niemcy wbrew warunkom umowy kapitulacyjnej zamordowali część najciężej rannych jeńców. Do podobnych zbrodni dochodziło sporadycznie również po ostatecznej kapitulacji powstania (3 października).

## Atakowanie obiektów cywilnych

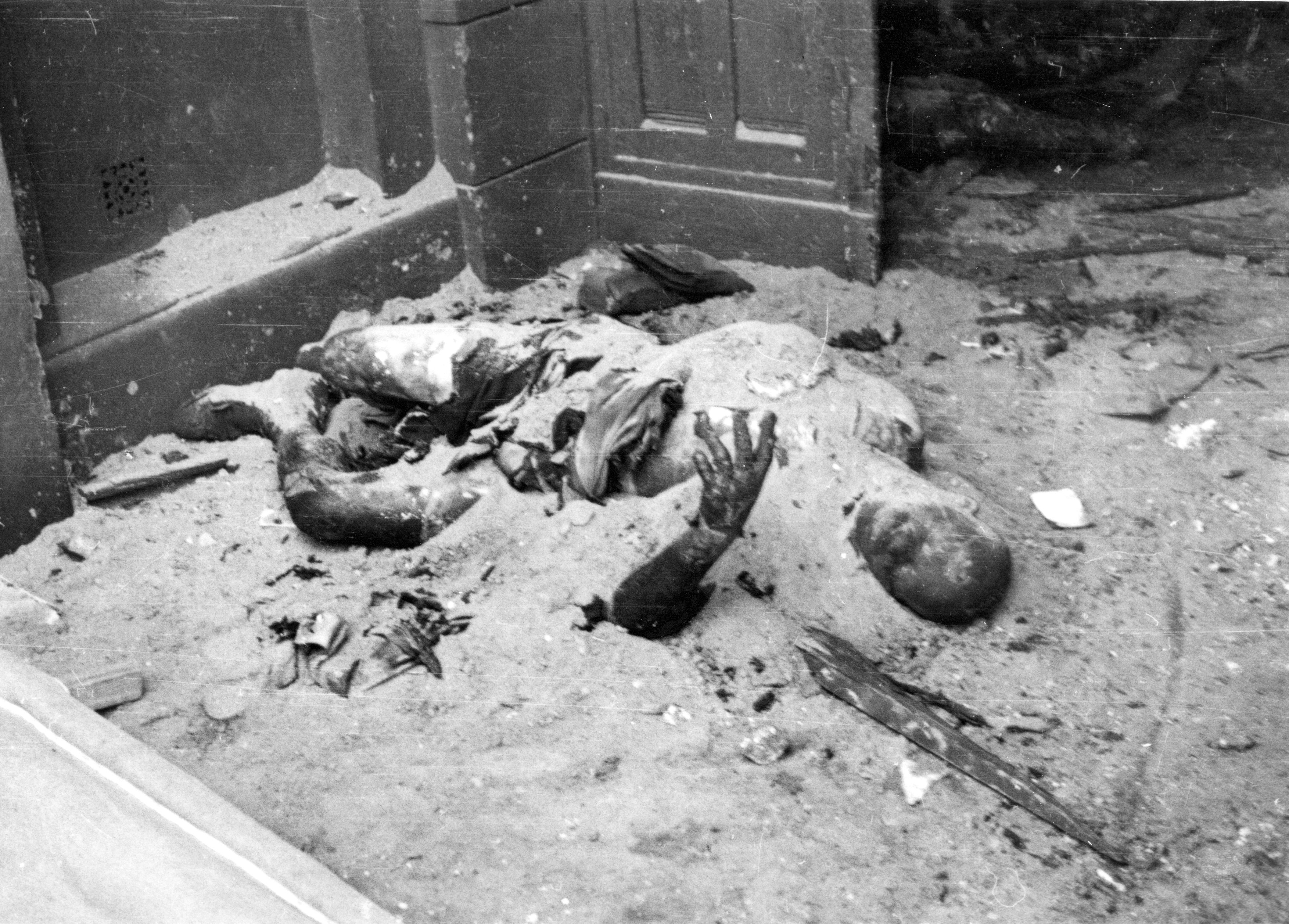
Ofiara „ryczącej krowy”

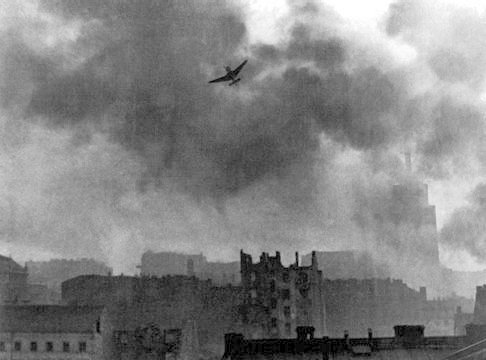
Nalot na Starówkę

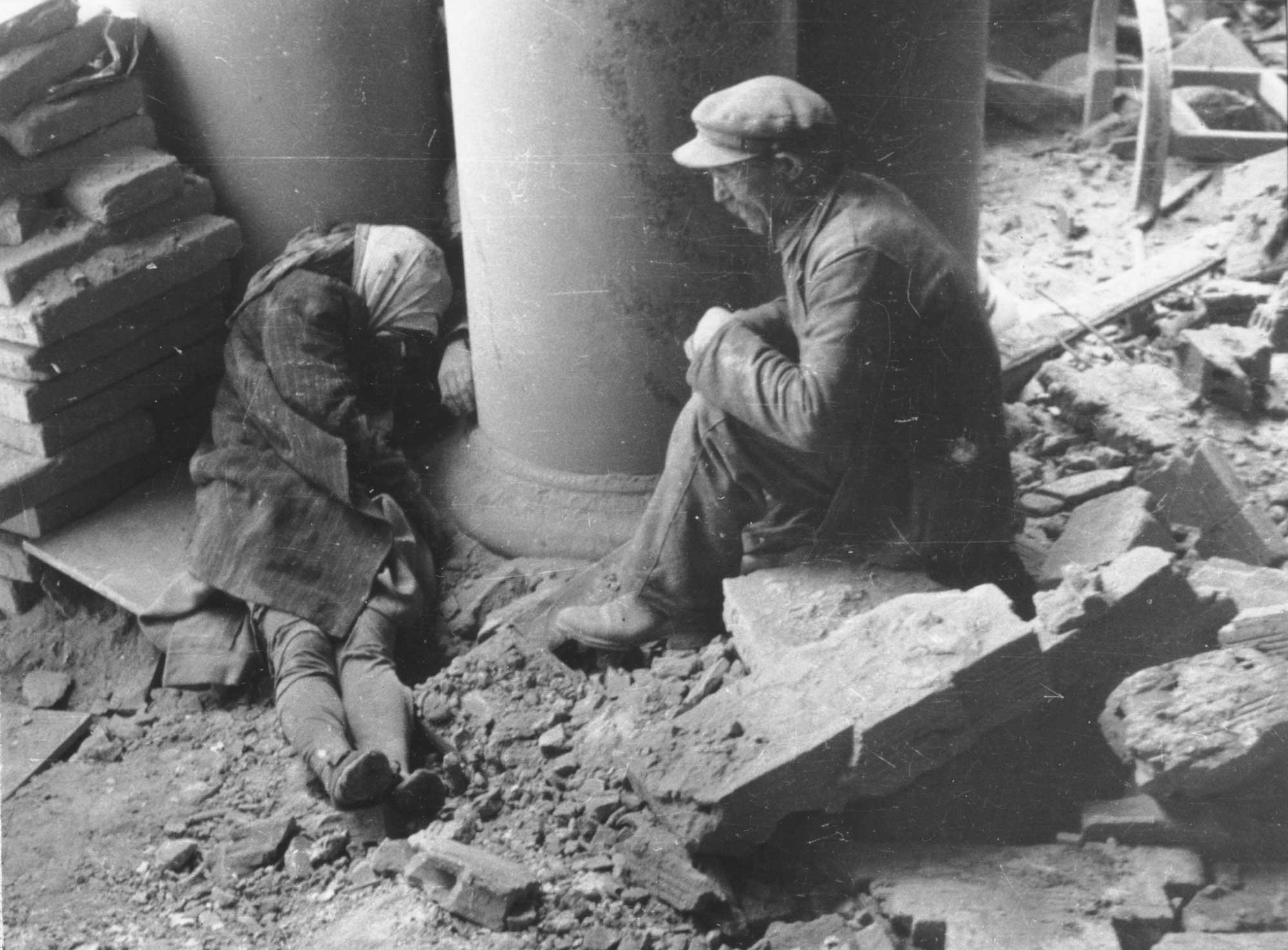
Ofiary nalotu

W trakcie dwumiesięcznych walk niemiecka artyleria i lotnictwo atakowały bez rozróżnienia zarówno obiekty cywilne, jak i wojskowe. W efekcie polska ludność cywilna poniosła ogromne straty na skutek nalotów lotniczych oraz ostrzału artyleryjskiego. Sprzyjał temu w szczególności fakt, iż do 10 września, tj. do pojawienia się nad miastem myśliwców sowieckich, niemieckie lotnictwo operowało nad Warszawą w zasadzie bezkarnie. Już 7 sierpnia powstańcze pismo „Rzeczpospolita Polska” oceniało, że w samym tylko Śródmieściu na skutek niemieckich nalotów zginęło 500 osób, a 57 kamienic zostało zburzonych. Z kolei 8 września warszawski zarząd PCK informował w depeszy do centrali MCK w Genewie, że „straty wśród ludności cywilnej ginącej od ostrzału lub pod gruzami można obliczyć na tysiące dziennie”. Szczególnie ciężkie straty poniosła ludność Starego Miasta (w tym liczni znajdujący się tam uchodźcy z Woli). Podczas bitwy o Starówkę zginęło ok. 30 tys. – 40 tys. cywilów, z czego blisko 2/3 na skutek niemieckich nalotów i ostrzału artyleryjskiego. Tylko 1 września w zbombardowanych kościołach sióstr sakramentek, św. Jacka i św. Marcina zginęło ponad 2 tys. osób. Silnie bombardowano również Śródmieście (z Powiślem), Czerniaków i Mokotów.
Niemieckie artyleria i lotnictwo nagminnie atakowały warszawskie szpitale – nawet gdy były one wyraźnie oznaczone znakami Czerwonego Krzyża. Niektóre relacje świadków wskazują, że tego typu oznaczenia wręcz wzmagały ogień wroga.
- W sierpniu 1944 na skutek bombardowania i ostrzeliwania przez Niemców szpitala św. Jana Bożego przy ul. Bonifraterskiej zginęło ok. 300 chorych psychicznie pacjentów, rannych cywilów i powstańców oraz pielęgniarek i lekarzy. Szpital był wyraźnie oznaczony symbolami Czerwonego Krzyża[172].
- 20 sierpnia niemieckie lotnictwo zbombardowało szpital powstańczy przy ul. Długiej 13/15 (katedra polowa Wojska Polskiego). Zginęło od 120 do 200 osób – w tym blisko 60 członków personelu. Szpital był wyraźnie oznaczony symbolami Czerwonego Krzyża[173].
- W wyniku bombardowań lotniczych oraz ostrzału artyleryjskiego ok. 60 osób (w tym 40 rannych) zginęło w szpitalu ss. Elżbietanek przy ul. Goszczyńskiego (27-29 sierpnia). Szpital był wyraźnie oznaczony symbolami Czerwonego Krzyża[71].
- 30 sierpnia niemieckie lotnictwo zbombardowało Szpital Ujazdowski przy ul. Chełmskiej 19, który był oznaczony wyraźnie flagą Czerwonego Krzyża. Zginęło ok. 240-300 rannych oraz członków personelu[174].
- 2 września niemieckie lotnictwo zbombardowało szpital powstańczy przy ul. Malczewskiego 3/5, w którym zginęło ok. 100 osób. Niemieccy lotnicy ostrzelali następnie z broni maszynowej ludzi próbujących odgrzebywać ofiary zasypane podczas nalotu[175].
- 6 września w ostrzelanym rakietami Nebelwerfer („krowami”) szpitalu powstańczym przy ul. Pierackiego 3/5 spłonęło żywcem ok. 80 rannych[176].
- Pod gruzami zbombardowanego w dniu 15 września szpitala powstańczego przy ul. Boduena 4/6 zginęło ok. 100 osób[172].

## „Żywe tarcze”
W trakcie powstania warszawskiego jednostki niemieckie wielokrotnie wykorzystywały polskich cywilów (w tym kobiety i dzieci) w charakterze „żywych tarcz” osłaniających natarcia piechoty lub czołgów. Jako pierwsze tę zbrodniczą taktykę zastosowały w Warszawie oddziały Wehrmachtu, a dopiero później jednostki SS i policji. Rozkaz brania zakładników spośród ludności cywilnej oraz wykorzystywania ich do osłony niemieckich ataków wydał jednostkom Wehrmachtu dowódca garnizonu warszawskiego, generał Reiner Stahel. Najwięcej przypadków wykorzystywania cywilów w charakterze „żywych tarcz” miało miejsce w pierwszych dniach powstania, zwłaszcza w trakcie walk na Woli.
- 2 sierpnia, podczas walk w rejonie ul. Okopowej na Woli, żołnierze dywizji „Hermann Göring” użyli 50 przywiązanych do drabiny Polaków jako osłony dla nacierających czołgów[178]. Był to pierwszy zarejestrowany w czasie powstania przypadek wykorzystania przez Niemców cywilów w charakterze „żywych tarcz”[177].
- Wczesnym rankiem 3 sierpnia czołgi niemieckie zaatakowały powstańcze barykady na ul. Wolskiej. Przed kolumną pędzono gromadę mężczyzn i kobiet mających służyć jako osłona pojazdów i siła robocza do rozbierania barykad. Atak został zatrzymany, a część zakładników udało się powstańcom odbić[49]. W godzinach przedpołudniowych silna kolumna pancerna należąca do dywizji „Hermann Göring” ponownie uderzyła na powstańcze barykady na Wolskiej. Przed czołgami pędzono jako osłonę około 300 cywilów (kobiet i mężczyzn). Niemieckiej kolumnie udało się przedrzeć przez powstańcze pozycje, a następnie ulicami Towarową i alejami Jerozolimskimi dotrzeć w okolice mostu Poniatowskiego. Dopiero tam uwolniono ocalałych cywilów z „żywej tarczy”[49].
- Podczas podjętej w dniu 3 sierpnia próby odblokowania Al. Jerozolimskich żołnierze Wehrmachtu z 4. pułku grenadierów wschodniopruskich wykorzystali jako żywą osłonę kilkudziesięciu cywilów z Pragi i domów przy al. 3 Maja[50]. W trakcie walki cywile z „żywej tarczy” dostali się w krzyżowy ogień prowadzony z obydwu stron i zostali zmasakrowani. Zakładników, którzy uciekali lub próbowali kryć się przed kulami Niemcy rozstrzeliwali lub obrzucali granatami. Śmierć poniosło wówczas ok. 50-60 polskich cywilów[179].
- 4 sierpnia, podczas ataku na powstańczą redutę w budynku Monopolu Tytoniowego na Ochocie, niemieccy policjanci wykorzystali grupę cywilów jako żywą osłonę. Wielu zakładników zginęło w krzyżowym ogniu, część zdołała uciec na tereny kontrolowane przez powstańców[180].
- 5 sierpnia podlegający generałowi Stahelowi żołnierze Wehrmachtu spędzili ludność polską z okolic Krakowskiego Przedmieścia na placyk przy pomniku Kopernika. Tam część cywilów (zarówno kobiety, jak i mężczyzn) oddzielono od tłumu i wykorzystano jako osłonę dla dwóch niemieckich kolumn pancernych, które atakowały powstańcze pozycje na Nowym Świecie i ul. Świętokrzyskiej. Grupa osłaniająca atak na polską barykadę na Świętokrzyskiej została odbita przez AK-owców, zginęło jednak przy tym bardzo wielu zakładników. „Żywa tarcza” z Nowego Światu została wycofana do Ogrodu Saskiego, a następnie ponownie wykorzystana jako osłona dla niemieckiego ataku na powstańcze pozycje przy ul. Królewskiej. W trakcie walki większość zakładników zdołała się schronić na terenach opanowanych przez powstańców[181].
- W Śródmieściu Południowym niemiecki garnizon „dzielnicy policyjnej” podjął 5 sierpnia próbę przyjścia z odsieczą załodze tzw. małej PAST-y (ul. Piusa XI nr 19). Na rozkaz SS-Oberführera Geibla kilkaset polskich kobiet schwytanych w okolicach placu Unii Lubelskiej zostało użytych w charakterze „żywej tarczy”[182]. Część kobiet posadzono na czołgach by osłonić je przed butelkami zapalającymi, inne szły z przodu i po bokach kolumny. Zakładniczkom rozkazano (pod groźbą rozstrzelania) powiewać białymi chustkami i głośno wzywać powstańców do wstrzymania ognia. W tłum wmieszano niemieckich policjantów przebranych dla niepoznaki w kobiece chustki i płaszcze. Na ul. Piusa XI doszło do zaciętej walki, w trakcie której zginęło ok. 50 zakładniczek, a wiele innych odniosło rany. Około 200 kobietom udało się przedostać na teren opanowany przez oddziały AK[183].
- 7 sierpnia, podczas walk w rejonie ulic Chłodnej i Elektoralnej, esesmani z pułku Dirlewangera tworzyli z polskich cywilów „żywe barykady”, osłaniające ich przed ogniem powstańców[184]. Tego samego dnia, prowadząc natarcie z Krakowskiego Przedmieścia w kierunku Powiśla (ulicami Karową i Bednarską), dirlewangerowcy użyli jako osłony rannych powstańców z punktu sanitarnego przy ul. Furmańskiej. Kilku rannych poniosło wówczas śmierć[185].
- 8 sierpnia esesmani z pułku Dirlewangera uderzyli na pozycje powstańcze znajdujące się na ul. Bielańskiej oraz w gmachu Ratusza. Natarcie było prowadzone pod osłoną tłumu kobiet z dziećmi pędzonych z Opery Narodowej. Natarcie załamało się w ogniu bocznym powstańców, a większość zakładników zdołała, dzięki pomocy AK-owców, schronić się na terenie opanowanym przez Polaków. Wiele kobiet poniosło jednak śmierć podczas wymiany ognia[186]. Te same praktyki Niemcy stosowali również podczas walk na ul. Senatorskiej[187].

Wykorzystywanie przez Niemców „żywych tarcz” nie złamało ducha powstańczych oddziałów, które nadal stawiały zaciekły opór, mimo iż powodował on nieuniknione straty wśród zakładników. W tej sytuacji niemieckie dowództwo (prawdopodobnie z inicjatywy von dem Bacha) zarzuciło tę taktykę w okolicach 12 sierpnia. Jednostki liniowe były jednak nadal skłonne wykorzystywać cywilów w charakterze „żywych tarcz”. Podczas walk o Stare Miasto Niemcy jeszcze kilkukrotnie użyli polskich cywilów jako osłony dla atakujących oddziałów – m.in. podczas ataku na polską barykadę na ul. Leszno (12 sierpnia), podczas szturmu na szpital Jana Bożego (21 sierpnia), czy też w trakcie walk prowadzonych po upadku Polskiej Wytwórni Papierów Wartościowych (28 sierpnia). Sporadyczne przypadki wykorzystywania cywilów w charakterze „żywych tarcz” miały również miejsce podczas walk na Powiślu, Górnym Czerniakowie i Marymoncie.
Ponadto niemieccy żołnierze zmuszali polskich cywilów do pracy na pierwszej linii frontu – przy rozbieraniu barykad powstańczych lub budowie własnych umocnień. Wykorzystywano ich także do wynoszenia z linii rannych i zabitych żołnierzy niemieckich oraz porzuconej przez nich broni, jak również do transportowania zaopatrzenia dla wysuniętych placówek niemieckich. Praktykę tę sankcjonowało niemieckie dowództwo, które w jednej z instrukcji dla walczących oddziałów zaleciło, aby „rzekomo nie walczącą, niewinną ludność pociągać bezwzględnie do robót przy oczyszczaniu terenu i to nawet pod ostrzałem nieprzyjacielskim”.

## Gwałty
Od pierwszych dni powstania dochodziło w Warszawie do gwałtów na polskich kobietach i dziewczynkach. Skala tego zjawiska jest bardzo trudna do oszacowania, choć szereg zeznań złożonych przed Główną Komisją Badania Zbrodni Hitlerowskich w Polsce, jak również wspomnienia świadków tych wydarzeń wskazują, że zgwałcenia były podczas tłumienia powstania zjawiskiem powszechnym. Dochodziło do nich najczęściej podczas wypędzania ludności z domów lub na punktach zbornych dla cywilów znajdujących się na terenie miasta – takich jak np. targowisko „Zieleniak” na Ochocie bądź kościół św. Stanisława Biskupa (nazywany zwyczajowo w tamtym czasie kościołem św. Wojciecha) na Woli. Napastowane były nie tylko osoby cywilne, lecz również powstańcze sanitariuszki, a nawet pacjentki szpitali. Po dokonanym gwałcie ofiary nierzadko były mordowane i okaleczane w obsceniczny sposób.
Zeznania i wspomnienia uczestników powstania podkreślają dość zgodnie, iż zgwałceń dopuszczali się najczęściej żołnierze kolaboranckich jednostek, sformowanych z obywateli ZSRR. Szeregu okrutnych gwałtów dopuścili się żołnierze pacyfikującej Ochotę brygady RONA – zwłaszcza w obozie przejściowym na „Zieleniaku”. Pozostałe jednostki kolaboranckie walczące w innych dzielnicach Warszawy nie zachowywały się pod tym względem o wiele lepiej. Zgwałcenia dokonywane przez rosyjskojęzycznych kolaborantów były generalnie tolerowane przez dowodzących nimi niemieckich oficerów.
Szereg zeznań świadków wskazuje jednak, że również jednostki złożone z Niemców dopuszczały się licznych gwałtów na kobietach. Dotyczy to w szczególności znanego z niskiego poziomu dyscypliny pułku Dirlewangera. „Za każdym razem, kiedy szturmowaliśmy piwnicę, a były w niej kobiety, dirlewangerowcy je gwałcili” wspominał w rozmowie z polskimi dziennikarzami weteran Wehrmachtu, Mathias Schenk . Christian Ingrao wysunął tezę, iż skłonność żołnierzy Dirlewangera do dokonywania masowych gwałtów na kobietach – zwłaszcza tych, które posiadały emblematyczny status (sanitariuszki, zakonnice itp.) – wynikała z faktu, iż kierownictwo III Rzeszy postrzegało powstanie warszawskie jako ostatni akt niemal tysiącletniej rywalizacji żywiołów polskiego i niemieckiego. W tym kontekście gwałt był postrzegany jako uderzenie w kulturowo-etniczną tożsamość narodu polskiego, za którego najważniejszy nośnik Niemcy uważali polską kobietę.

## Wypędzenie ludności Warszawy

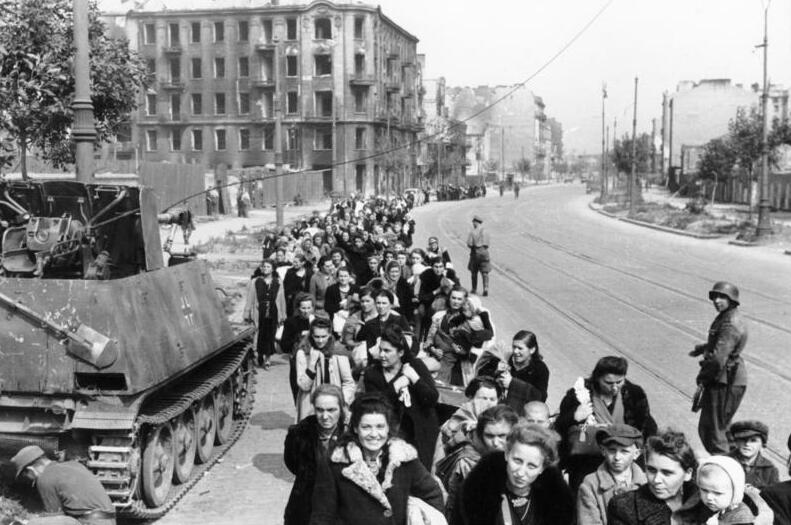
Wypędzana ludność Woli

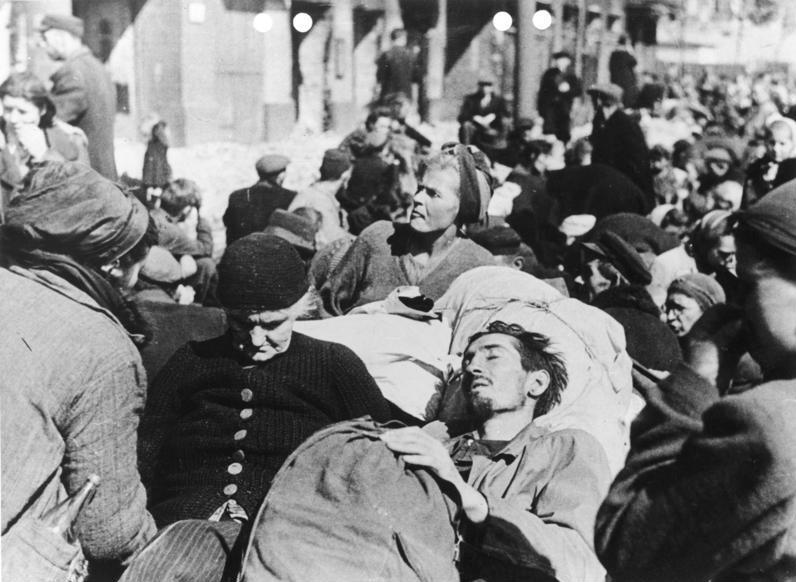
„Ewakuacja” ludności cywilnej po kapitulacji powstania

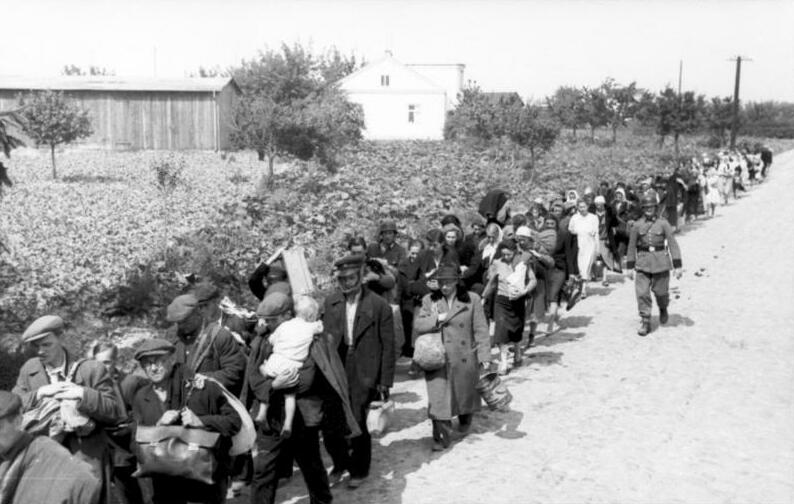
Wysiedleńcy w drodze do Pruszkowa

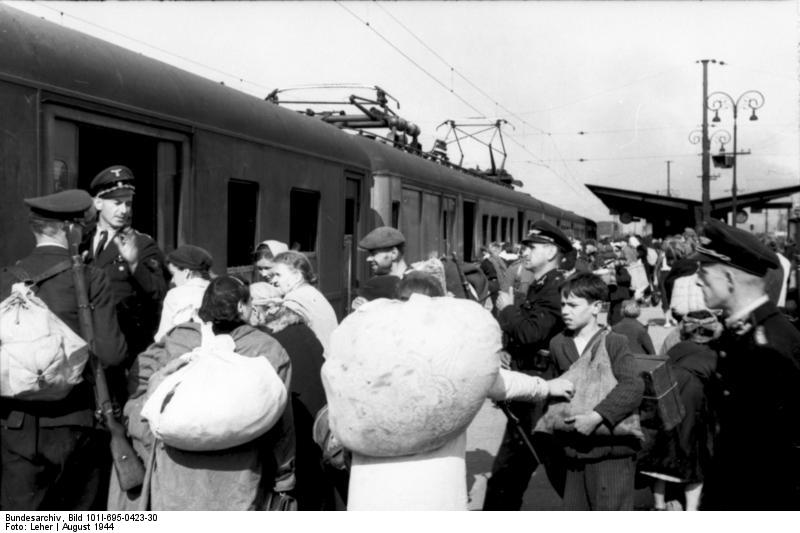
Deportacja mieszkańców Warszawy z Dworca Zachodniego do obozu w Pruszkowie

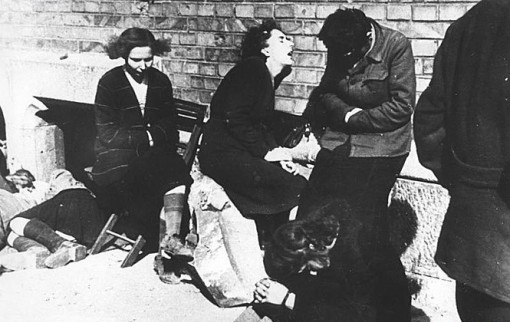
Kobiety z Woli na terenie obozu w Pruszkowie

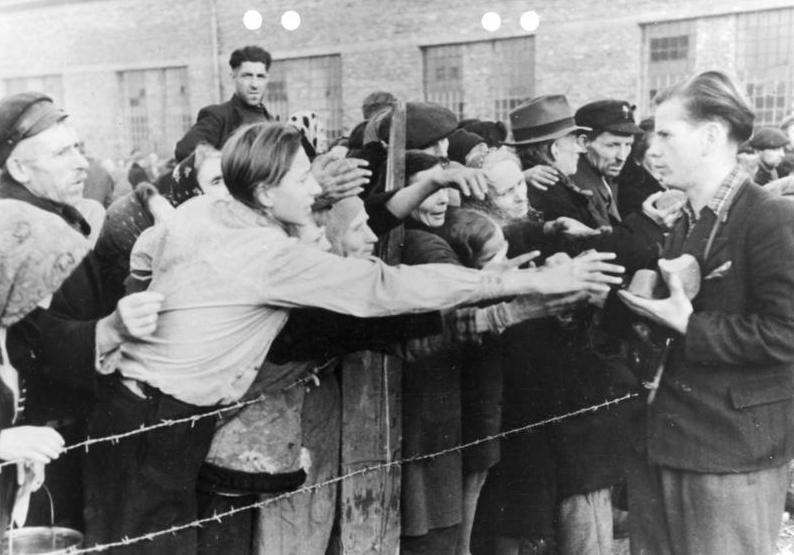
Pruszków – rozdawanie żywności przez pracowników PCK

Począwszy od 6 sierpnia polskie kobiety i dzieci były zgodnie z rozkazem von dem Bacha kierowane do obozu przejściowego utworzonego w podwarszawskim Pruszkowie. Wbrew oficjalnym zapewnieniom, że celem akcji wysiedleńczej jest usunięcie ludności cywilnej ze strefy frontowej, Niemcom zależało wyłącznie na tym, aby wykorzystać pochwyconych warszawiaków w charakterze niewolniczej siły roboczej, a samo miasto ograbić i zniszczyć. Już 7 sierpnia do obozu w Pruszkowie trafił pierwszy transport wysiedlonych warszawiaków. Byli to głównie ocaleli z rzezi mieszkańcy Woli, których najpierw zgromadzono w kościele św. Wojciecha, a później skierowano pieszo do Pruszkowa. Od 12 sierpnia do obozu kierowano również mężczyzn. Ogólnie rzecz biorąc wysiedlanie mieszkańców Warszawy przebiegało falami i zależało od sytuacji na frontach powstańczych. Ostatnia faza akcji wysiedleńczej nastąpiła po kapitulacji powstania. Zgodnie z zapisami „Układu o zaprzestaniu działań wojennych w Warszawie” większość cywilów opuściła miasto w pierwszej dekadzie października 1944. Od 25 października zaczął obowiązywać rozkaz zabraniający osobom cywilnym przebywania na terenie Warszawy.
W momencie gdy walki na środkowym odcinku frontu wschodniego przejściowo ustały, Niemcy rozpoczęli systematyczne wywózki ludności z nieobjętych powstaniem dzielnic prawobrzeżnej Pragi – od Gocławka i Grochowa poczynając. Początkowo obejmowały mężczyzn w wieku od 16 do 60 lat, w końcowym etapie również kobiety do lat 45 nieobarczone małymi dziećmi. Ponadto wysiedleniu podlegała ludność z najbliższych okolic Warszawy: Łomianek, Młocin, Bemowa, Wawrzyszewa, Włoch, Babic i Jelonek. Było to związane z realizacją niemieckiego planu przerzedzenia ludności polskiej w promieniu 35 kilometrów od Warszawy.
W trakcie walk powstańczych wysiedlanie mieszkańców Warszawy przebiegało zwykle według podobnego schematu. W zajętych przez siebie kwartałach miasta Niemcy i ich wschodni kolaboranci wypędzali ludność ze schronów bądź budynków mieszkalnych, czemu towarzyszyły zazwyczaj bicie, krzyk i grabież wszystkich cennych przedmiotów osobistych. Na opuszczenie budynku dawano mieszkańcom najwyżej kilka minut, pozwalając przy tym zabranie jedynie takiej ilość bagażu, która nie przeszkadzała w marszu do obozu w Pruszkowie. Osoby, które stawiały opór, opóźniały marsz (ze względu na wiek i stan zdrowia) lub po prostu naraziły się czymś żołnierzom eskorty były zabijane na miejscu. Pochwyconych cywilów kierowano na początek do prowizorycznych obozów przejściowych i punktów zbornych znajdujących się w obrębie miasta. Najsłynniejszymi z nich były kościół św. Wojciecha (Wola) i targowisko „Zieleniak” (Ochota), przez które w okresie powstania przeszło odpowiednio 90 tys. i 60 tys. osób. Pozostałe punkty zborne dla wypędzanych mieszkańców stolicy mieściły się między innymi w koszarach Stauferkaserne przy ul. Rakowieckiej i Flakkaserne przy ul. Puławskiej oraz w obrębie toru wyścigów konnych na Służewcu (Mokotów); gmachu CIWF (Bielany); siedzibie Sipo w alei Szucha, kompleksie budynków Uniwersytetu na Krakowskim Przedmieściu oraz w gmachu Muzeum Narodowego (Śródmieście); okolicach Moczydła (między Natolinem a Pyrami); w „tartaku/stolarni” na Okęciu oraz w koszarach przy ulicy 11 Listopada (Praga). Zgromadzeni tam cywile byli zazwyczaj pozbawieni żywności, wody i pomocy medycznej oraz narażeni na szykany, grabieże i gwałty ze strony strażników. Zarówno w trakcie samego wypędzania, jak również na punktach zbornych, niemieccy żołnierze oraz gestapowcy z Sonderkommando „Spilker” przeprowadzali mniej lub bardziej oficjalne „selekcje”, wyszukując i mordując osoby podejrzewane o udział w powstaniu lub żydowskie pochodzenie.
Obóz przejściowy dla wypędzanej ludności Warszawy (Durchgangslager 121) został zorganizowany na terenie nieczynnych Zakładów Naprawczych Taboru Kolejowego w Pruszkowie, gdzie w 1939 mieścił się obóz dla polskich jeńców wojennych, a od stycznia 1941 (przez pewien czas) – obóz pracy dla Żydów. Dzięki temu w 1944 na terenie zakładów wciąż istniały elementy infrastruktury ochronnej (bunkry, wieże strażnicze), które można było zaadaptować na potrzeby nowego obozu. Miejsce to wybrano także ze względu na korzystną lokalizację – niewielką odległość od stolicy oraz dogodne położenie przy linii kolejowej z Warszawy do Skierniewic, które umożliwiało sprawne „rozładowanie” obozu.
Jednorazowo w obozie przebywało zwykle od 5 tys. do 40 tys. osób. Pod koniec sierpnia i we wrześniu do Pruszkowa przyjeżdżało już kilkadziesiąt pociągów osobowych (3-6 wagonów) i towarowych dziennie. Ogromne zagęszczenie nastąpiło po upadku Starego Miasta, gdy w obozie znalazło się około 75 tys. wysiedleńców. Największa liczba uchodźców trafiła tam jednak po kapitulacji powstania. Przez Dulag 121 przeszło wówczas blisko 150 tys. osób. Trudno ocenić ilu łącznie mieszkańców Warszawy i okolic trafiło do obozu pruszkowskiego. Danuta Leśniewska, polska tłumaczka pracująca w obozie, oceniła na podstawie własnych obserwacji oraz niemieckich statystyk, że przez Dulag 121 przeszło od 390 tys. do 410 tys. warszawiaków . Celem choć częściowego rozładowania głównego obozu w Pruszkowie Niemcy zmuszeni byli utworzyć przejściowo kilka podobozów. Zostały one zorganizowane w: Ursusie (na terenie zakładów metalowych), Piastowie (na terenie fabryki gumowej), Ożarowie (w hucie szkła) oraz Włochach (na terenie fabryki „Era”) i podlegały komendanturze obozu w Pruszkowie. Łącznie zidentyfikowano 38 obozów przejściowych, do których trafiali warszawiacy wypędzeni po powstaniu.
Przybyłych do Pruszkowa wysiedleńców rozmieszczano w dziewięciu ogromnych halach produkcyjnych. Warunki tam panujące były bardzo ciężkie. W halach panowały zaduch i ogromny ścisk. W każdej z nich znajdowały się rowy rewizyjne, wypełnione gnijącymi odpadkami i robactwem. Brakowało posłań więc więźniowie musieli spać na betonowych podłogach pokrytych błotem i odpadkami, a w parowozowni również smarem i żużlem. Mimo iż z każdym dniem noce stawały się coraz zimniejsze, hale były nieogrzewane. Ze względu na brak elementarnych urządzeń sanitarnych niemożliwe było nawet umycie rąk, nie mówiąc o zachowaniu czystości. Z nielicznych kranów płynęła niezdatna do picia woda przemysłowa. Z powodu małej liczby latryn ludność musiała załatwiać potrzeby naturalne do rowów rewizyjnych. W obozowej kuchni zatrudniano do 480 pracowników, lecz nawet gdy nie brakowało pożywienia pracownicy kuchni nie mogli nadążyć z jego rozwiezieniem, gdyż brakowało talerzy i łyżek. Brak było lekarstw oraz środków sanitarnych. W rezultacie w obozie panował głód, a ludzie masowo chorowali na czerwonkę. W Dulagu 121 – w odróżnieniu od innych niemieckich obozów – dopuszczano do pracy dochodzący z zewnątrz polski personel sanitarny i kuchenny. Ponadto za zgodą Niemców opiekę nad ludnością sprawowały Rada Główna Opiekuńcza oraz Polski Czerwony Krzyż, co pozwoliło w pewnym stopniu złagodzić ciężką sytuację uwięzionych. Polski personel (w dużej części skierowany do obozu przez Polskie Państwo Podziemne) starał się chronić ludność przed zesłaniem do obozów koncentracyjnych bądź wywózką na roboty przymusowe. Nie miał on jednak wpływu na ogólną sytuację panującą w obozie – zwłaszcza na dokonywane przez Niemców selekcje, podczas których wybierano osoby przeznaczone do wywiezienia w głąb Rzeszy lub do obozów koncentracyjnych. W trakcie brutalnych i pobieżnych selekcji nie respektowano zasady nierozdzielania rodzin. Na terenie Dulagu 121 miały miejsce (zwłaszcza w pierwszych dniach jego funkcjonowania) przypadki mordowania młodych mężczyzn podejrzewanych o udział w powstaniu. Doraźne egzekucje były także stosowane przy próbie ucieczki z obozu lub transportu. Z powodu chorób, wyczerpania lub z rąk strażników poniosło śmierć od kilkuset do kilku tysięcy więźniów Dulagu 121. Ponad 30 tys. osób zdołało jednak opuścić obóz, głównie dzięki pomocy zatrudnionego tam polskiego personelu sanitarnego. Ponadto w ramach tzw. akcji „Raków”, kolejarze z EKD umożliwili ucieczkę z transportu blisko tysiącowi ludzi.
W trakcie oraz po zakończeniu powstania Niemcy wypędzili łącznie około 550 tys. mieszkańców Warszawy oraz 100 tys. osób z miejscowości podwarszawskich . Z tego grona co najmniej 520 tys. osób trafiło w niemieckie ręce i przeszło przez podwarszawskie obozy przejściowe. Blisko 60 tys. osób, w tym co najmniej 17 882 kobiety i dzieci, zostało zesłanych przez Niemców do obozów koncentracyjnych. Kolejnych 90 tys. wypędzonych skierowano na roboty przymusowe w głąb III Rzeszy. Śmiertelność w obu tych grupach była wysoka, gdyż na skutek przeżyć powstańczych i ciężkich warunków panujących w obozie pruszkowskim wielu wysiedleńców docierało na miejsce przeznaczenia w stanie skrajnego wyczerpania i nie było w stanie sprostać warunkom panującym w kacetach lub obozach pracy.
Około 300 tys. – 350 tys. osób niezdolnych do pracy – kobiety w ciąży, matki z dziećmi do lat piętnastu, mężczyzn powyżej sześćdziesiątego roku życia, kobiety powyżej pięćdziesiątego roku życia, osoby ranne, chore lub ułomne – rozwieziono po całym Generalnym Gubernatorstwie pozostawiając ich tam bez jakichkolwiek środków do życia. Na około 100 tys. oceniana jest natomiast liczba osób, które zwolniono, względnie wyprowadzono, z obozów przejściowych pod różnymi pretekstami, bądź które zdołały uciec z transportów lub wydostać się z miasta na własną rękę. Ponadto około 400 – 1500 osób (tzw. robinsonów warszawskich) ukryło się w ruinach Warszawy, gdzie w wielu przypadkach przebywało aż do wyzwolenia stolicy w styczniu 1945.

## Zburzenie Warszawy

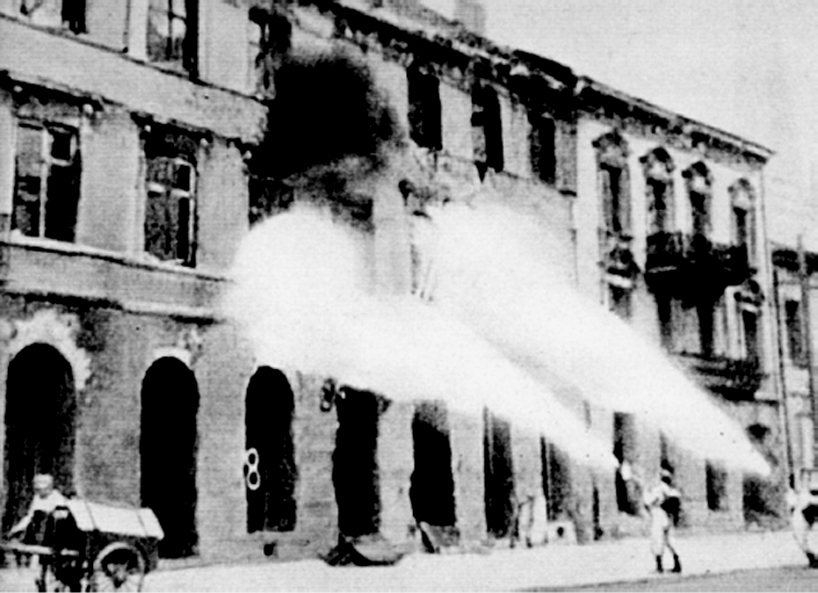
Brandkommando w akcji

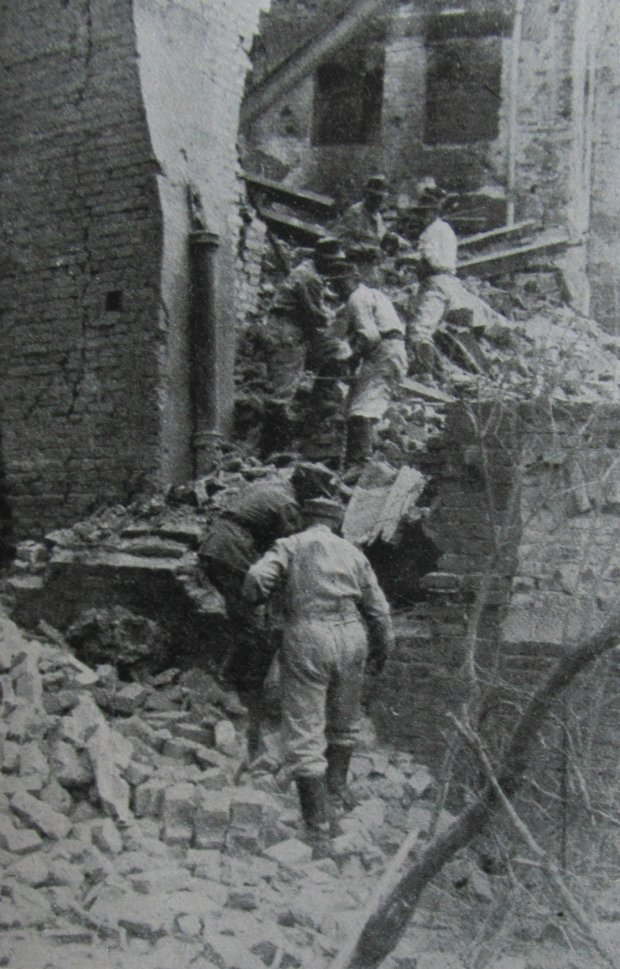
Przygotowania do wysadzenia Zamku Królewskiego w Warszawie. 8 września 1944

Dwa miesiące zaciekłych walk przyniosły Warszawie olbrzymie straty materialne. Zagładzie uległo wówczas około 25% przedwojennej zabudowy lewobrzeżnej Warszawy. Stare Miasto zostało zburzone niemal w 100 procentach, bardzo silnie ucierpiały również Wola, Powiśle, Czerniaków i Śródmieście Północne. Kolejne miejsca na liście strat zajmowały Śródmieście Południowe, Mokotów, Żoliborz oraz Ochota. Na początku września 1944 Niemcy dokonali również szeregu zniszczeń na terenie Pragi, gdzie wycofując się pod naciskiem Armii Czerwonej wysadzili wszystkie mosty na Wiśle, jak również spalili lub wysadzili prawobrzeżne dworce kolejowe. Zniszczenia z okresu powstania spowodowane były nie tylko ostrzałem artyleryjskim i nalotami lotniczymi, lecz również celowymi podpaleniami oraz wysadzeniami dokonywanymi przez oddziały niemieckie, które traktowały wypalanie całych kwartałów jako pełnoprawną metodę walki. Między innymi już w pierwszych dniach powstania Niemcy rozmyślnie spalili Mariensztat, jak również cały szereg domów na Woli i w al. Jerozolimskich. Wielu z owych celowych zniszczeń nie można było usprawiedliwić koniecznością wojenną. Mowa tu zwłaszcza o obaleniu Kolumny Zygmunta (2 września), rozjechaniu przez niemieckie czołgi płyty Grobu Nieznanego Żołnierza (4 września), czy wysadzeniu w powietrze ruin Zamku Królewskiego (połowa września).
Po kapitulacji powstania Niemcy zobowiązali się oszczędzić pozostałe w mieście mienie publiczne i prywatne, ze szczególnym uwzględnieniem obiektów o dużej wartości historycznej, kulturalnej lub sakralnej. Warunków umowy kapitulacyjnej nie zamierzano jednak dotrzymywać. Już 9 października w kwaterze polowej Himmlera w Prusach Wschodnich odbyła się konferencja, podczas której omawiano przyszłość Warszawy. Reichsführer-SS działając z upoważnienia Hitlera wydał wówczas rozkaz kompletnego zniszczenia miasta, po uprzednim opróżnieniu go z wszystkich wartościowych dla Rzeszy materiałów. Zgodnie z relacją SS-Oberführera Geibla rozkaz Himmlera brzmiał następująco: „to miasto ma całkowicie zniknąć z powierzchni ziemi i służyć jedynie jako punkt przeładunkowy dla transportu Wehrmachtu. Kamień na kamieniu nie powinien pozostać. Wszystkie budynki należy zburzyć aż do fundamentów. Pozostaną tylko urządzenia techniczne i budynki kolei żelaznych”.
Planowe niszczenie miasta trwało około trzech i pół miesiąca, a przerwała je dopiero sowiecka ofensywa w styczniu 1945. Niemcy opracowali bardzo precyzyjną metodę niszczenia i rabunku. Po opróżnieniu domów mieszkalnych, zakładów przemysłowych i budynków użyteczności publicznej z wszystkiego, co z punktu widzenia niszczycieli miało jakąkolwiek wartość, do akcji przystępowali podpalacze z tak zwanych Brandkommando. Systematycznie podpalali oni dom po domu, kwartał po kwartale. Po upływie dnia lub dwóch sprawdzano skutki i jeżeli pożar wygasł – wzniecano go ponownie. Następnie w ślad za Brandkommando szło tak zwane Sprengkommando, które wysadzało w powietrze wybrane obiekty. Obok domów mieszkalnych niszczono także wszystkie urządzenia potrzebne do funkcjonowania miasta: elektrownię na Powiślu, Stację Filtrów, Stację Pomp Rzecznych, gazownię i Elektrownię Tramwajową. Zablokowano kolej średnicową poprzez całkowite zniszczenie Dworca Głównego i Dworca Pocztowego oraz poważne uszkodzenie tunelu średnicowego. Zrujnowano lotnisko cywilne na Okęciu, a tabor komunikacji miejskiej (tramwaje i autobusy) zniszczono lub wywieziono do Niemiec. Przy pomocy czołgów wyrywano przewody telegraficzne i tory tramwajowe. Oddziały niszczycielskie, złożone głównie z członków Technische Nothilfe (saperskich oddziałów policji), działały przede wszystkim w dzielnicach: Wola, północne Śródmieście i Żoliborz. Burzenie Warszawy było dokumentowane przez specjalną grupę Alfreda Mensebacha oraz ekipy filmowe (znany jest kadr z filmu Varsovie quandmême).
Ze szczególną pasją Niemcy niszczyli polskie zabytki oraz obiekty o dużej wartości kulturalnej i duchowej – pałace, kościoły, pomniki, muzea, archiwa, biblioteki. Spalone zostały: Archiwum Główne, Archiwum Akt Dawnych, Archiwum Akt Nowych, Archiwum Miejskie, Archiwum Skarbowe oraz Archiwum Kurii Metropolitalnej Warszawskiej wraz z większością znajdujących się tam zbiorów. Spłonęły również Biblioteka Krasińskich, Biblioteka Publiczna m.st. Warszawy oraz Biblioteka Główna Politechniki Warszawskiej. Wysadzono w powietrze Pałac Brühla oraz Pałac Saski. Niemcy spalili także Pałac Łazienkowski, którego nie zdołali jednak wysadzić. Zburzyli natomiast warszawską katedrę wraz z przylegającym doń kościołem oo. Jezuitów, część Hotelu Europejskiego, jak również spalili kościół oo. Reformatów przy ul. Senatorskiej, kościół oo. Paulinów na Nowym Mieście, kościół oo. Augustianów przy ulicy Piwnej, kościół św. Aleksandra na placu Trzech Krzyży oraz kościół św. Barbary przy ulicy Nowogrodzkiej. Na skutek częściowego wysadzenia poważnie uszkodzony został kościół Najświętszego Zbawiciela. Wywieziono na złom lub wysadzono 22 spośród 31 warszawskich pomników (m.in. pomniki Bogusławskiego, Mickiewicza, Lotnika i Sapera). Szereg zabytkowych budynków przygotowano do wysadzenia (m.in. Belweder, Pałac Pod Blachą, ruiny Opery oraz kościoły oo. Bernardynów, Karmelitów i sióstr Wizytek na Krakowskim Przedmieściu), czemu przeszkodziła sowiecka ofensywa styczniowa.
Na skutek planowego niszczenia miasta zagładzie uległo około 30% przedwojennej zabudowy lewobrzeżnej Warszawy, a więc o 5% więcej niż uległo zniszczeniu w czasie dwóch miesięcy powstania. Gdy zsumować te zniszczenia ze stratami z okresu oblężenia miasta we wrześniu 1939 roku, likwidacji warszawskiego getta, sowieckich nalotów oraz walk powstańczych okaże się, że w trakcie II wojny światowej zniszczone zostało 84% zabudowy lewobrzeżnej Warszawy. Dla całego miasta, łącznie z Pragą, szacunek ten wynosił około 65%. Zagładzie uległy setki bezcennych zabytków oraz obiektów o dużej wartości kulturowej i duchowej. Rejestr zniszczonych w Warszawie obiektów sakralnych i świeckich mających wartość zabytkową liczy 674 pozycje. Wycofując się z Warszawy Niemcy pozostawili w ruinach tysiące min pułapek.

### Grabież mienia
Jednym z elementów akcji niszczenia Warszawy była masowa grabież mienia prywatnego i publicznego dokonywana przez Niemców zarówno w trakcie, jak i po zakończeniu powstania. Ułatwiał ją fakt, iż wypędzana z miasta ludność miała prawo zabierać ze sobą jedynie taką ilość bagażu, która nie przeszkadzałaby w marszu do obozu w Pruszkowie. Grabież była dokonywana przez Niemców w sposób zorganizowany. Po 22 października 1944 utworzono tzw. Räumungsstab (pol. Sztab Ewakuacyjny), na czele z SS-Oberführerem Geiblem (podległym teraz bezpośrednio Himmlerowi), który nadzorował działalność sztabów ewakuacyjnych policji i władz cywilnych oraz otrzymał pierwszeństwo przy zagarnianiu pozostawionego w mieście mienia. Pod jego nadzorem opuszczone mieszkania bądź budynki publiczne były systematycznie opróżniane z wszelkich wartościowych przedmiotów i materiałów (urządzeń przemysłowych, surowców, dzieł sztuki, dewiz, kosztowności, tekstyliów, mebli itp). Na sam koniec celem uzyskania surowca wyrywano z ziemi nawet latarnie uliczne i kable telefoniczne. W ograbianiu polskiej stolicy brały także udział służby ministra ds. uzbrojenia, Alberta Speera, oraz aparat podległy gauleiterowi Kraju Warty – Arthurowi Greiserowi. Skala grabieży była ogromna. Według wyliczeń Czesława Madajczyka od połowy sierpnia do połowy grudnia 1944 wywieziono z Warszawy 26 319 wagonów wypełnionych wyrobami, surowcami i urządzeniami przemysłowymi; 3240 wagonów z produktami rolnymi, jak również 850 ciężarówek ze zrabowanym mieniem. Z kolei Marian Chlewski oceniał, że do wywozu zrabowanych w Warszawie dóbr Niemcy wykorzystali 1000 pociągów z 45 tys. wagonów. Szacunki Chlewskiego mogą pośrednio potwierdzać dokumenty Wehrmachtu mówiące, że tylko od 11 sierpnia do 15 września wywieziono z Warszawy 23 300 wagonów wypełnionych „dobrami ewakuacyjnymi”. W tym samym źródle podkreślono także, że nie jest możliwe obliczenie „ilości dóbr ewakuowanych przez kolumny samochodowe oraz puste pociągi powrotne”.
Na grabieży prowadzonej w Warszawie korzystali również osobiście najwyżsi przywódcy nazistowscy. Zachowane dokumenty wskazują, że m.in. żonie Himmlera wysyłano znalezione w Warszawie instrumenty muzyczne, a jemu samemu – kolekcje znaczków pocztowych. Między gubernatorem dystryktu warszawskiego Ludwigiem Fischerem a gauleiterem Greiserem dochodziło wręcz do konfliktów o pierwszeństwo przy zagarnianiu pozostawionego w mieście mienia. Grabieży na własną rękę dokonywali również wyżsi rangą oficerowie (m.in. Dirlewanger i Kamiński), urzędnicy, a także prości żołnierze. Opuszczone mieszkania były szabrowane tak często, iż dowódca garnizonu warszawskiego, generał Reiner Stahel, był zmuszony oficjalnie usankcjonować rabunki poprzez zezwolenie żołnierzom na zabieranie wszystkiego z tych domów, w których zaczął się pożar. Ponadto jak wskazują zeznania świadków i przekaz wspomnieniowy, wysiedlani mieszkańcy Warszawy byli zazwyczaj pozbawiani przez żołnierzy wszelkich wartościowych przedmiotów osobistych. Indywidualną grabież ułatwiał fakt, iż bagaże opuszczających miasto oficerów, żołnierzy i urzędników były kontrolowane jedynie pod kątem ewentualnego posiadania złota lub kosztowności.

## Odpowiedzialność karna sprawców

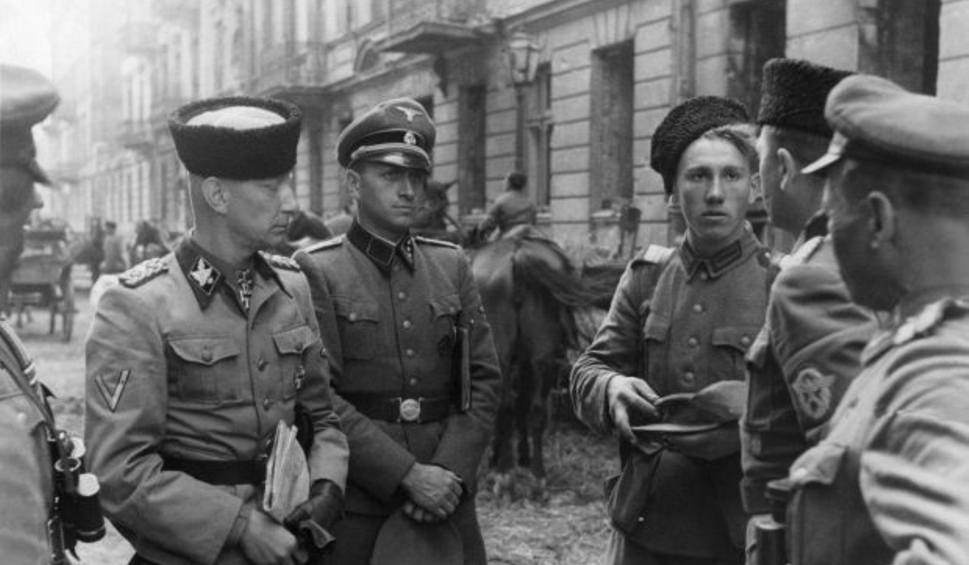
SS-Gruppenführer Heinz Reinefarth oraz żołnierze 3 pułku Kozaków Jakuba Bondarenki

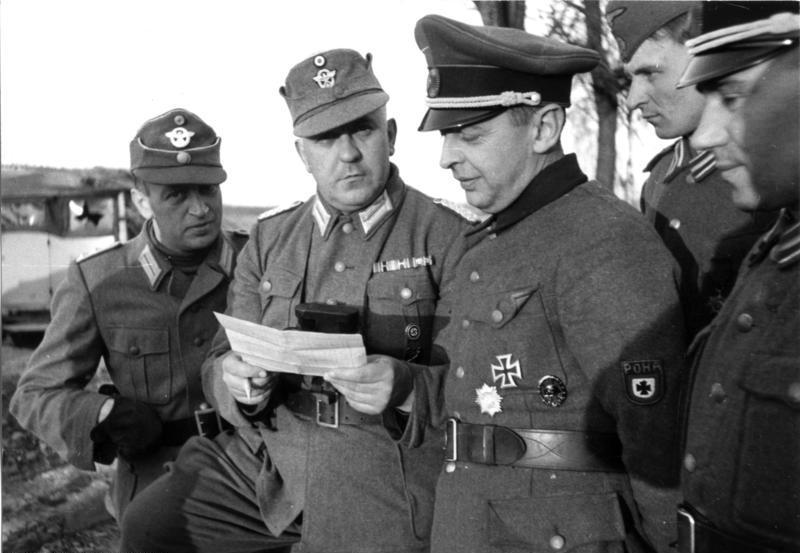
Bronisław Kaminski w otoczeniu oficerów niemieckiej policji

Tylko nieliczni sprawcy zbrodni popełnionych w trakcie tłumienia powstania warszawskiego zostali po zakończeniu wojny osądzeni za swoje czyny. Major Iwan Frołow został skazany przez sąd w Moskwie (grudzień 1945) na karę śmierci przez rozstrzelanie. Generał Reiner Stahel, dowódca garnizonu warszawskiego, zmarł w sowieckim łagrze w 1952 lub 1955. Paul Otto Geibel, dowódca SS i policji na dystrykt warszawski, został w 1954 skazany przez Sąd Wojewódzki m.st. Warszawy na karę dożywotniego więzienia (w 1966 popełnił samobójstwo w więzieniu mokotowskim). Dr Ludwig Hahn został w 1975 skazany przez sąd w Hamburgu na dożywotnie pozbawienie wolności, lecz akt oskarżenia nie obejmował przestępstw popełnionych przez niego podczas tłumienia powstania warszawskiego. Hahn wyszedł na wolność w 1983 i zmarł trzy lata później. W 1980 sąd w Kolonii uznał SS-Obersturmführera Martina Patza, dowódcę 3. zapasowego batalionu grenadierów pancernych SS, winnym wymordowania 600 więźniów więzienia mokotowskiego oraz skazał go na 9 lat więzienia. Sądzony w tym samym procesie Karl Misling otrzymał wyrok 4 lat więzienia.
Kilka miesięcy po zakończeniu działań wojennych Erich von dem Bach-Zelewski został aresztowany przez Amerykanów. Podczas procesu norymberskiego złożył szereg zeznań obciążających nazistowskich przywódców, dzięki czemu Stany Zjednoczone odmówiły później jego ekstradycji do Polski. Na przełomie 1946 i 1947 pojawił się jedynie na krótko w Warszawie by wystąpić jako świadek na procesie Ludwiga Fischera, który został skazany na śmierć przez Najwyższy Trybunał Narodowy w Warszawie za zbrodnie dokonane na ludności stolicy w latach 1939–1945. W 1951 izba denazyfikacyjna w Monachium skazała go na 10 lat obozu pracy, jednak szybko karę zamieniono na areszt domowy. W 1961 został ponownie aresztowany i za udział w „nocy długich noży” skazany na 4,5 roku pozbawienia wolności. Oskarżony ponownie już w 1962 o morderstwo sześciu niemieckich komunistów został w 1963 skazany przez sąd w Norymberdze na karę dożywotniego więzienia. Zmarł w szpitalnym więzieniu na przedmieściach Monachium w marcu 1972. Nigdy nie został osądzony za zbrodnie popełnione podczas tłumienia powstania warszawskiego.
Niektórzy ze sprawców zniszczenia Warszawy zginęli jeszcze w trakcie wojny lub wkrótce po jej zakończeniu. Dowódca brygady RONA, SS-Brigadeführer Bronisław Kaminski, został w październiku 1944 rozstrzelany przez Niemców za niesubordynację i samowolne grabieże dokonywane w Warszawie. Aby uniknąć fermentu wśród podwładnych Kaminskiego jego śmierć upozorowano na wypadek samochodowy. SS-Hauptsturmführer Alfred Spilker prawdopodobnie zginął podczas obrony cytadeli poznańskiej w lutym 1945. SS-Oberführer Oskar Dirlewanger zmarł w niewyjaśnionych okolicznościach w Altshausen w Badenii-Wirtembergii, po tym jak 1 czerwca 1945 został aresztowany we francuskiej strefie okupacyjnej. Jedna z wersji mówi, iż został rozpoznany przez byłych polskich jeńców i zakatowany na śmierć.
Wielu sprawców zbrodni popełnionych podczas powstania warszawskiego nie poniosło jednak żadnej kary. SS-Gruppenführer Heinz Reinefarth nie został ekstradowany do Polski, gdyż nie wyraziły na to zgody okupacyjne władze amerykańskie. W 1951 został wybrany burmistrzem miasta Westerland na wyspie Sylt, a następnie zasiadał w landtagu kraju związkowego Szlezwik-Holsztyn. Po zakończeniu kariery politycznej rozpoczął pracę jako prawnik, pobierając jednocześnie generalską rentę. Zmarł w 1979 – nigdy nie został osądzony za zbrodnie popełnione w Warszawie. Władze amerykańskie nie wyraziły również zgody na ekstradycję do Polski generała Heinza Guderiana. Major Kurt Fisher, który dowodził oddziałami SS mordującymi ostatnich obrońców Czerniakowa był po wojnie szefem policji w Kassel .